# Lista de deputados de Portugal (XIV Legislatura)

Bandeira oficial da Assembleia da República Portuguesa.

Esta é uma lista dos deputados à Assembleia da República de Portugal, durante a XIV Legislatura da Terceira República Portuguesa (2019–2022), ordenados por ordem de eleição em cada círculo eleitoral.
A vermelho, encontram-se as entradas que dizem respeito a deputados que cessaram funções durante a legislatura. A azul, a entrada correspondente ao Presidente da Assembleia da República. A verde azeitona, os líderes nacionais de cada partido. Os deputados estão apresentados seguindo a ordem da lista de candidatos em cada círculo eleitoral.
O início oficial da XIV legislatura teve lugar a 25 de outubro de 2019, com a eleição do Presidente da Assembleia da República, Eduardo Ferro Rodrigues, para um segundo mandato. A XIV legislatura terminou a 28 de março de 2022, após a realização de eleições legislativas antecipadas.
Categorias de deputados (além dos eleitos efetivos e daqueles que suspenderam ou renunciaram ao mandato):
- "Efetivo Definitivo — Deputado que substituiu outro que tenha renunciado ao seu mandato"

- "Efetivo Temporário — Deputado que substitui outro Deputado que requereu a suspensão temporária do mandato"

- "Impedido — Deputado suplente que por motivo relevante da sua vida pessoal ou profissional não pode substituir temporariamente outros Deputados"

Os restantes deputados sem qualquer indicação foram eleitos diretamente e são considerados efetivos.
Fonte: Website da Assembleia da República

## Deputados da XIV Legislatura da Terceira República Portuguesa (2019-2022)

### PS - Grupo Parlamentar do Partido Socialista (108 deputados)
| |                                                         |                                                       |                                                             |                                                                              |         |            |
| Grupo Parlamentar PS |                                                         |                                                       |                                                             |                                                                              |         |            |
| Deputado (Nascimento–Morte) | Retrato                                                 | Início do mandato                                     | Fim do mandato                                              | Comissões parlamentares                                                      | Partido | Partido    |
| Círculo dos Açores (3) |                                                         |                                                       |                                                             |                                                                              |         |            |
| Isabel Maria Duarte de Almeida Rodrigues (1965–) |                                                         | 25 de outubro de 2019                                 | 28 de março de 2022                                         | CACDLG CAE                                                                   |         | Socialista |
| Lara Fernandes Martinho (1978–) |                                                         | 25 de outubro de 2019                                 | 28 de março de 2022                                         | CNECP CDN                                                                    |         | Socialista |
| João Fernando Brum de Azevedo e Castro (1971–) |                                                         | 25 de outubro de 2019                                 | 28 de março de 2022                                         | CEIOPH (suplente) CAM (coordenador PS) CTED (suplente)                       |         | Socialista |
| Círculo de Aveiro (7) |                                                         |                                                       |                                                             |                                                                              |         |            |
| Pedro Nuno de Oliveira Santos (1977–) Mandato suspenso entre 25.10.2019 e 26.10.2019 e a partir de 26.10.2019                                                   |                                                         | 26 de outubro de 2019 (cessou funções no XXI Governo) | 26 de outubro de 2019 (tomou posse no XXII Governo)         | ——                                                                           |         | Socialista |
| Cláudia Maria Cruz Santos (1971–) |                                                         | 25 de outubro de 2019                                 | 28 de março de 2022                                         | CACDLG (coordenadora PS) CCC (suplente) CTED (suplente)                      |         | Socialista |
| Carlos Filipe de Andrade Neto Brandão (1968–) |                                                         | 25 de outubro de 2019                                 | 28 de março de 2022                                         | CACDLG (suplente) COF (presidente) CTED                                      |         | Socialista |
| Porfírio Simões de Carvalho e Silva (1961–) |                                                         | 25 de outubro de 2019                                 | 28 de março de 2022                                         | CNECP (suplente) CEIOPH (suplente) CECJD                                     |         | Socialista |
| Susana Alexandra Lopes Correia (1976–) |                                                         | 25 de outubro de 2019                                 | 28 de março de 2022                                         | CNECP CS (suplente)                                                          |         | Socialista |
| Hugo Daniel Matos de Oliveira (1982–) |                                                         | 25 de outubro de 2019                                 | 28 de março de 2022                                         | CAE (suplente) CEIOPH CTSS (suplente)                                        |         | Socialista |
| Joana Isabel Martins Rigueiro de Sá Pereira (1993–) |                                                         | 25 de outubro de 2019                                 | 28 de março de 2022                                         | CACDLG CECJD (suplente) CTSS (suplente)                                      |         | Socialista |
| Bruno Armando Aragão Henriques (1984–) Efetivo Temporário de 25.10.2019 a 26.10.2019 e a partir de 26.10.2019                                                   |                                                         | 25 de outubro de 2019                                 | 26 de outubro de 2019                                       | ——                                                                           |         | Socialista |
| Bruno Armando Aragão Henriques (1984–) Efetivo Temporário de 25.10.2019 a 26.10.2019 e a partir de 26.10.2019                                                   | 26 de outubro de 2019                                   | 28 de março de 2022                                   | CECJD CCC (suplente)                                        |                                                                              |         | Socialista |
| Círculo de Beja (2) |                                                         |                                                       |                                                             |                                                                              |         |            |
| Pedro Nuno Raposo Prazeres do Carmo (1971–) |                                                         | 25 de outubro de 2019                                 | 28 de março de 2022                                         | CDN (suplente) CAM (presidente) CAEOT (suplente)                             |         | Socialista |
| Telma Cristina Felizardo Guerreiro (1977–) |                                                         | 25 de outubro de 2019                                 | 28 de março de 2022                                         | CECJD (suplente) CS                                                          |         | Socialista |
| Círculo de Braga (8) |                                                         |                                                       |                                                             |                                                                              |         |            |
| Sónia Ermelinda Matos da Silva Fertuzinhos (1973–) Mandato suspenso entre 02.11.2020 e 03.12.2020                                                               |                                                         | 25 de outubro de 2019                                 | 2 de novembro de 2020 (início da suspensão de mandato)      | CAE (suplente) CS (coordenadora PS) CTSS (suplente)                          |         | Socialista |
| Sónia Ermelinda Matos da Silva Fertuzinhos (1973–) Mandato suspenso entre 02.11.2020 e 03.12.2020                                                               | 3 de dezembro de 2020 (fim da suspensão de mandato)     | 28 de março de 2022                                   | CAE (suplente) CS (coordenadora PS) CTSS (suplente)         |                                                                              |         | Socialista |
| José Fernando Gomes Mendes (1962–) Mandato suspenso entre 25.10.2019 e 26.10.2019 e de 26.10.2019 a 07.11.2020                                                  |                                                         | 26 de outubro de 2019 (cessou funções no XXI Governo) | 26 de outubro de 2019 (tomou posse no XXII Governo)         | ——                                                                           |         | Socialista |
| José Fernando Gomes Mendes (1962–) Mandato suspenso entre 25.10.2019 e 26.10.2019 e de 26.10.2019 a 07.11.2020                                                  | 7 de novembro de 2020 (cessou funções no XXII Governo)  | 28 de março de 2022                                   | CNECP CTED (suplente)                                       |                                                                              |         | Socialista |
| Cristina Maria da Fonseca Santos Bacelar Begonha (1989–) |                                                         | 25 de outubro de 2019                                 | 28 de março de 2022                                         | CEIOPH (suplente) CECJD CTSS (suplente)                                      |         | Socialista |
| Joaquim Barroso de Almeida Barreto (1950–) |                                                         | 25 de outubro de 2019                                 | 28 de março de 2022                                         | CDN CAM CAEOT (suplente)                                                     |         | Socialista |
| Hugo Alexandre Polido Pires (1979–) |                                                         | 25 de outubro de 2019                                 | 28 de março de 2022                                         | CAEOT                                                                        |         | Socialista |
| Palmira Maciel Fernandes da Costa (1961–) |                                                         | 25 de outubro de 2019                                 | 28 de março de 2022                                         | CAM (suplente) CECJD (suplente) CAPMADPL                                     |         | Socialista |
| Luís Miguel de Freitas Marques Carvalho Soares (1983–) |                                                         | 25 de outubro de 2019                                 | 28 de março de 2022                                         | CS (suplente) CTSS CAPMADPL (suplente)                                       |         | Socialista |
| Nuno André Araújo dos Santos Reis e Sá (1976–) |                                                         | 25 de outubro de 2019                                 | 28 de março de 2022                                         | CACDLG (suplente) COF CTSS                                                   |         | Socialista |
| Ana Maria Ribeiro da Silva (1958–) Efetiva Temporária de 25.10.2019 a 26.10.2019 e de 26.10.2019 a 03.12.2020                                                   |                                                         | 25 de outubro de 2019                                 | 26 de outubro de 2019                                       | ——                                                                           |         | Socialista |
| Ana Maria Ribeiro da Silva (1958–) Efetiva Temporária de 25.10.2019 a 26.10.2019 e de 26.10.2019 a 03.12.2020                                                   | 26 de outubro de 2019                                   | 3 de dezembro de 2020                                 | CS CTSS (suplente) CAEOT (suplente)                         |                                                                              |         | Socialista |
| Pompeu Miguel Noval da Rocha Martins (1969–) Efetivo Temporário                                                                                                 |                                                         | 2 de novembro de 2020                                 | 7 de novembro de 2020                                       | CAE (suplente) CECJD (suplente) CS CTSS (suplente)                           |         | Socialista |
| Círculo de Bragança (1) |                                                         |                                                       |                                                             |                                                                              |         |            |
| Jorge Manuel Nogueiro Gomes (1951–) |                                                         | 25 de outubro de 2019                                 | 28 de março de 2022                                         | CNECP (suplente) CDN                                                         |         | Socialista |
| Círculo de Castelo Branco (3) |                                                         |                                                       |                                                             |                                                                              |         |            |
| Maria Hortense Nunes Martins (1966–) |                                                         | 25 de outubro de 2019                                 | 28 de março de 2022                                         | COF CEIOPH (suplente) CS                                                     |         | Socialista |
| Eurico Jorge Nogueira Leite Brilhante Dias (1972–) Mandato suspenso entre 25.10.2019 e 26.10.2019 e a partir de 26.10.2019                                      |                                                         | 26 de outubro de 2019 (cessou funções no XXI Governo) | 26 de outubro de 2019 (tomou posse no XXII Governo)         | ——                                                                           |         | Socialista |
| Nuno Jorge Cardona Fazenda de Almeida (1976–) |                                                         | 25 de outubro de 2019                                 | 28 de março de 2022                                         | CEIOPH CECJD (suplente)                                                      |         | Socialista |
| Joana Morgadinho Bento (1987–) Efetiva Temporária de 25.10.2019 a 26.10.2019 e a partir de 26.10.2019                                                           |                                                         | 25 de outubro de 2019                                 | 26 de outubro de 2019                                       | ——                                                                           |         | Socialista |
| Joana Morgadinho Bento (1987–) Efetiva Temporária de 25.10.2019 a 26.10.2019 e a partir de 26.10.2019                                                           | 26 de outubro de 2019                                   | 28 de março de 2022                                   | CAM (suplente) CTSS (suplente) CAEOT                        |                                                                              |         | Socialista |
| Círculo de Coimbra (5) |                                                         |                                                       |                                                             |                                                                              |         |            |
| Marta Alexandra Fartura Braga Temido de Almeida Simões (1974–) Mandato suspenso entre 25.10.2019 e 26.10.2019 e a partir de 26.10.2019                          |                                                         | 26 de outubro de 2019 (cessou funções no XXI Governo) | 26 de outubro de 2019 (tomou posse no XXII Governo)         | ——                                                                           |         | Socialista |
| Pedro Artur Barreirinhas Sales Guedes Coimbra (1973–) |                                                         | 25 de outubro de 2019                                 | 28 de março de 2022                                         | CEIOPH CAPMADPL (suplente)                                                   |         | Socialista |
| João Albino Rainho Ataíde das Neves (1958–2020) Mandato suspenso entre 25.10.2019 e 26.10.2019 Faleceu a 21.02.2020                                             |                                                         | 26 de outubro de 2019 (cessou funções no XXI Governo) | 21 de fevereiro de 2020 (faleceu)                           | CACDLG CDN CAEOT (suplente)                                                  |         | Socialista |
| Cristina Maria Domingues de Jesus (1971–) |                                                         | 25 de outubro de 2019                                 | 28 de março de 2022                                         | CNECP (suplente) CDN CEIOPH                                                  |         | Socialista |
| Tiago Estêvão Martins (1989–) |                                                         | 25 de outubro de 2019                                 | 28 de março de 2022                                         | CDN (suplente) CECJD (coordenador PS) CAEOT (suplente)                       |         | Socialista |
| João Eduardo Dias Madeira Gouveia (1958–) Efetivo Temporário de 25.10.2019 a 26.10.2019 e de 26.10.2019 a 21.02.2020 Efetivo Definitivo a partir de 21.02.2020  |                                                         | 25 de outubro de 2019                                 | 26 de outubro de 2019                                       | ——                                                                           |         | Socialista |
| João Eduardo Dias Madeira Gouveia (1958–) Efetivo Temporário de 25.10.2019 a 26.10.2019 e de 26.10.2019 a 21.02.2020 Efetivo Definitivo a partir de 21.02.2020  | 26 de outubro de 2019                                   | 28 de março de 2022                                   | COF CS (suplente) CAPMADPL (suplente)                       |                                                                              |         | Socialista |
| Raquel de Fátima Cardoso Ferreira (1969–) Efetiva Temporária de 25.10.2019 a 26.10.2019 e a partir de 21.02.2020                                                |                                                         | 25 de outubro de 2019                                 | 26 de outubro de 2019                                       | ——                                                                           |         | Socialista |
| Raquel de Fátima Cardoso Ferreira (1969–) Efetiva Temporária de 25.10.2019 a 26.10.2019 e a partir de 21.02.2020                                                | 21 de fevereiro de 2020                                 | 28 de março de 2022                                   | CDN CAEOT (suplente)                                        |                                                                              |         | Socialista |
| Círculo da Europa (1) |                                                         |                                                       |                                                             |                                                                              |         |            |
| Paulo Alexandre de Carvalho Pisco (1961–) |                                                         | 25 de outubro de 2019                                 | 28 de março de 2022                                         | CNECP (coordenador PS) CDN (suplente) CAE                                    |         | Socialista |
| Círculo de Évora (2) |                                                         |                                                       |                                                             |                                                                              |         |            |
| Luís Manuel Capoulas dos Santos (1951–) Mandato suspenso entre 25.10.2019 e 26.10.2019                                                                          |                                                         | 26 de outubro de 2019 (cessou funções no XXI Governo) | 28 de março de 2022                                         | CACDLG (suplente) CAE (presidente) CCC                                       |         | Socialista |
| Norberto António Lopes Patinho (1954–) |                                                         | 25 de outubro de 2019                                 | 28 de março de 2022                                         | CAM CAPMADPL (suplente)                                                      |         | Socialista |
| Cátia Alexandra de Sousa Silva (?–) Efetiva Temporária |                                                         | 25 de outubro de 2019                                 | 26 de outubro de 2019                                       | ——                                                                           |         | Socialista |
| Círculo de Faro (5) |                                                         |                                                       |                                                             |                                                                              |         |            |
| Jamila Bárbara Madeira e Madeira (1975–) Mandato suspenso de 26.10.2019 a 18.09.2020                                                                            |                                                         | 25 de outubro de 2019                                 | 26 de outubro de 2019 (tomou posse no XXII Governo)         | ——                                                                           |         | Socialista |
| Jamila Bárbara Madeira e Madeira (1975–) Mandato suspenso de 26.10.2019 a 18.09.2020                                                                            | 18 de setembro de 2020 (cessou funções no XXII Governo) | 28 de março de 2022                                   | COF (suplente) CEIOPH                                       |                                                                              |         | Socialista |
| José Apolinário Nunes Portada (1962–) Mandato suspenso de 25.10.2019 a 26.10.2019 e de 26.10.2019 a 18.09.2020 Renunciou ao mandato a 28.10.2020                |                                                         | 26 de outubro de 2019 (cessou funções no XXI Governo) | 26 de outubro de 2019 (tomou posse no XXII Governo)         | ——                                                                           |         | Socialista |
| José Apolinário Nunes Portada (1962–) Mandato suspenso de 25.10.2019 a 26.10.2019 e de 26.10.2019 a 18.09.2020 Renunciou ao mandato a 28.10.2020                | 18 de setembro de 2020 (cessou funções no XXII Governo) | 28 de outubro de 2020 (renunciou ao mandato)          | CACDLG CTED                                                 |                                                                              |         | Socialista |
| Jorge Manuel do Nascimento Botelho (1967–) Mandato suspenso a partir de 26.10.2019                                                                              |                                                         | 25 de outubro de 2019                                 | 26 de outubro de 2019 (tomou posse no XXII Governo)         | ——                                                                           |         | Socialista |
| Maria Joaquina Baptista Quintans de Matos (1952–) |                                                         | 25 de outubro de 2019                                 | 28 de março de 2022                                         | CDN (suplente) CECJD CTSS (suplente)                                         |         | Socialista |
| Luís Miguel da Graça Nunes (1972–) |                                                         | 25 de outubro de 2019                                 | 28 de março de 2022                                         | CS (suplente) CAEOT CCC (suplente)                                           |         | Socialista |
| Ana Lúcia Silva de Passos (1967–) Efetiva Temporária de 25.10.2019 a 26.10.2019 e de 26.10.2019 a 28.10.2020 Efetiva Definitiva a partir de 28.10.2020          |                                                         | 25 de outubro de 2019                                 | 26 de outubro de 2019                                       | ——                                                                           |         | Socialista |
| Ana Lúcia Silva de Passos (1967–) Efetiva Temporária de 25.10.2019 a 26.10.2019 e de 26.10.2019 a 28.10.2020 Efetiva Definitiva a partir de 28.10.2020          | 26 de outubro de 2019                                   | 28 de março de 2022                                   | CAM (suplente) CAPMADPL                                     |                                                                              |         | Socialista |
| Francisco José Pereira de Oliveira (1961–) Efetivo Temporário de 26.10.2019 a 18.09.2020 e a partir de 28.10.2020                                               |                                                         | 26 de outubro de 2019                                 | 18 de setembro de 2020                                      | CACDLG CAE (suplente) CEIOPH (suplente) CTED                                 |         | Socialista |
| Francisco José Pereira de Oliveira (1961–) Efetivo Temporário de 26.10.2019 a 18.09.2020 e a partir de 28.10.2020                                               | 28 de outubro de 2020                                   | 28 de março de 2022                                   | CACDLG CAM (suplente) CTED                                  |                                                                              |         | Socialista |
| Célia Maria Marques da Rosa Paz (1969–) Efetiva Temporária |                                                         | 26 de outubro de 2019                                 | 18 de setembro de 2020                                      | CAM (suplente) CECJD (suplente) CS                                           |         | Socialista |
| Círculo de Fora da Europa (1) |                                                         |                                                       |                                                             |                                                                              |         |            |
| Augusto Ernesto Santos Silva (1956–) Mandato suspenso entre 25.10.2019 e 26.10.2019 e a partir de 26.10.2019                                                    |                                                         | 26 de outubro de 2019 (cessou funções no XXI Governo) | 26 de outubro de 2019 (tomou posse no XXII Governo)         | ——                                                                           |         | Socialista |
| Paulo Porto Fernandes (1964–) Efetivo Temporário de 25.10.2019 a 26.10.2019 e a partir de 26.10.2019                                                            |                                                         | 25 de outubro de 2019                                 | 26 de outubro de 2019                                       | ——                                                                           |         | Socialista |
| Paulo Porto Fernandes (1964–) Efetivo Temporário de 25.10.2019 a 26.10.2019 e a partir de 26.10.2019                                                            | 26 de outubro de 2019                                   | 28 de março de 2022                                   | CNECP CCC (suplente)                                        |                                                                              |         | Socialista |
| Círculo da Guarda (2) |                                                         |                                                       |                                                             |                                                                              |         |            |
| Ana Manuel Jerónimo Lopes Correia Mendes Godinho (1972–) Mandato suspenso entre 25.10.2019 e 26.10.2019 e a partir de 26.10.2019                                |                                                         | 26 de outubro de 2019 (cessou funções no XXI Governo) | 26 de outubro de 2019 (tomou posse no XXII Governo)         | ——                                                                           |         | Socialista |
| António José Santinho Pacheco (1951–) |                                                         | 25 de outubro de 2019                                 | 28 de março de 2022                                         | CAE (suplente) CAM                                                           |         | Socialista |
| Cristina Maria Figueiredo Almeida de Sousa (1966–) Efetiva Temporária de 25.10.2019 a 26.10.2019 e a partir de 26.10.2019                                       |                                                         | 25 de outubro de 2019                                 | 26 de outubro de 2019                                       | ——                                                                           |         | Socialista |
| Cristina Maria Figueiredo Almeida de Sousa (1966–) Efetiva Temporária de 25.10.2019 a 26.10.2019 e a partir de 26.10.2019                                       | 26 de outubro de 2019                                   | 28 de março de 2022                                   | CTSS CCC (suplente)                                         |                                                                              |         | Socialista |
| Círculo de Leiria (4) |                                                         |                                                       |                                                             |                                                                              |         |            |
| Raul Miguel de Castro (1948–) Renunciou ao mandato a 16.10.2021                                                                                                 |                                                         | 25 de outubro de 2019                                 | 16 de outubro de 2021 (renunciou ao mandato)                | CNECP (suplente) CDN CAPMADPL                                                |         | Socialista |
| Elza Maria Henriques Deus Pais (1958–) |                                                         | 25 de outubro de 2019                                 | 28 de março de 2022                                         | CACDLG CECJD (suplente) CS (suplente)                                        |         | Socialista |
| António Lacerda Sales (1962–) Mandato suspenso a partir de 26.10.2019                                                                                           |                                                         | 25 de outubro de 2019                                 | 26 de outubro de 2019 (tomou posse no XXII Governo)         | ——                                                                           |         | Socialista |
| João Paulo Feteira Pedrosa (1965–) Renunciou ao mandato a 12.07.2021                                                                                            |                                                         | 25 de outubro de 2019                                 | 12 de julho de 2021 (renunciou ao mandato)                  | CDN (suplente) COF (suplente) CTSS                                           |         | Socialista |
| Sara Maria Belo Velez (1973–) Efetiva Temporária de 26.10.2019 a 12.07.2021 Efetiva Definitiva a partir de 12.07.2021                                           |                                                         | 26 de outubro de 2019                                 | 28 de março de 2022                                         | CAM (suplente) CS (suplente) CCC                                             |         | Socialista |
| Joël Bouça Gomes (1989–) Efetivo Temporário de 12.07.2021 a 16.10.2021 Efetivo Definitivo a partir de 16.10.2021                                                |                                                         | 12 de julho de 2021                                   | 28 de março de 2022                                         | CDN (suplente) COF CECJD                                                     |         | Socialista |
| Jorge Gabriel Duarte Catana Monteiro Martins (1965–) Efetivo Temporário                                                                                         |                                                         | 16 de outubro de 2021                                 | 28 de março de 2022                                         | ——                                                                           |         | Socialista |
| Círculo de Lisboa (20) |                                                         |                                                       |                                                             |                                                                              |         |            |
| António Luís Santos da Costa (1961–) Mandato suspenso entre 25.10.2019 e 26.10.2019 e a partir de 26.10.2019                                                    |                                                         | 26 de outubro de 2019 (cessou funções no XXI Governo) | 26 de outubro de 2019 (tomou posse no XXII Governo)         | ——                                                                           |         | Socialista |
| Edite de Fátima Santos Marreiros Estrela (1949–) Vice-Presidente da Assembleia da República                                                                     |                                                         | 25 de outubro de 2019                                 | 28 de março de 2022                                         | CNECP CAE (suplente)                                                         |         | Socialista |
| Eduardo Luiz Barreto Ferro Rodrigues (1949–) Presidente da Assembleia da República                                                                              |                                                         | 25 de outubro de 2019                                 | 28 de março de 2022                                         | ——                                                                           |         | Socialista |
| Mariana Guimarães Vieira da Silva (1978–) Mandato suspenso entre 25.10.2019 e 26.10.2019 e a partir de 26.10.2019                                               |                                                         | 26 de outubro de 2019 (cessou funções no XXI Governo) | 26 de outubro de 2019 (tomou posse no XXII Governo)         | ——                                                                           |         | Socialista |
| Mário José Gomes de Freitas Centeno (1966–) Mandato suspenso entre 25.10.2019 e 26.10.2019 e de 26.10.2019 a 15.06.2020 Renunciou ao mandato a 15.06.2020       |                                                         | 26 de outubro de 2019 (cessou funções no XXI Governo) | 26 de outubro de 2019 (tomou posse no XXII Governo)         | ——                                                                           |         | Socialista |
| Graça Maria da Fonseca Caetano Gonçalves (1971–) Mandato suspenso entre 25.10.2019 e 26.10.2019 e a partir de 26.10.2019                                        |                                                         | 26 de outubro de 2019 (cessou funções no XXI Governo) | 26 de outubro de 2019 (tomou posse no XXII Governo)         | ——                                                                           |         | Socialista |
| João Titterington Gomes Cravinho (1964–) Mandato suspenso entre 25.10.2019 e 26.10.2019 e a partir de 26.10.2019                                                |                                                         | 26 de outubro de 2019 (cessou funções no XXI Governo) | 26 de outubro de 2019 (tomou posse no XXII Governo)         | ——                                                                           |         | Socialista |
| Maria da Luz Gameiro Beja Ferreira Rosinha (1948–) Secretária da Mesa da Assembleia da República                                                                |                                                         | 25 de outubro de 2019                                 | 28 de março de 2022                                         | CAEOT (suplente) CCC (suplente) CAPMADPL                                     |         | Socialista |
| Marcos da Cunha e Lorena Perestrello de Vasconcellos (1971–) |                                                         | 25 de outubro de 2019                                 | 28 de março de 2022                                         | CDN (presidente) COF (suplente)                                              |         | Socialista |
| Susana de Fátima Carvalho Amador (1967–) Mandato suspenso de 26.10.2019 a 18.09.2020                                                                            |                                                         | 25 de outubro de 2019                                 | 26 de outubro de 2019 (tomou posse no XXII Governo)         | ——                                                                           |         | Socialista |
| Susana de Fátima Carvalho Amador (1967–) Mandato suspenso de 26.10.2019 a 18.09.2020                                                                            | 18 de setembro de 2020 (cessou funções no XXII Governo) | 28 de março de 2022                                   | CACDLG (suplente) CS                                        |                                                                              |         | Socialista |
| Sérgio Paulo Mendes de Sousa Pinto (1972–) |                                                         | 25 de outubro de 2019                                 | 28 de março de 2022                                         | CNECP (presidente) CTED (suplente)                                           |         | Socialista |
| Maria de Fátima de Jesus Fonseca (1971–) Mandato suspenso entre 25.10.2019 e 26.10.2019 e a partir de 26.10.2019                                                |                                                         | 26 de outubro de 2019 (cessou funções no XXI Governo) | 26 de outubro de 2019 (tomou posse no XXII Governo)         | ——                                                                           |         | Socialista |
| Pedro Filipe Mota Delgado Simões Alves (1980–) |                                                         | 25 de outubro de 2019                                 | 28 de março de 2022                                         | CACDLG CCC (suplente) CTED                                                   |         | Socialista |
| Ana Sofia Pedroso Lopes Antunes (1981–) Mandato suspenso entre 25.10.2019 e 26.10.2019 e a partir de 26.10.2019                                                 |                                                         | 26 de outubro de 2019 (cessou funções no XXI Governo) | 26 de outubro de 2019 (tomou posse no XXII Governo)         | ——                                                                           |         | Socialista |
| Jorge Lacão Costa (1954–) |                                                         | 25 de outubro de 2019                                 | 28 de março de 2022                                         | CACDLG (suplente) CAE (suplente) CTED (presidente)                           |         | Socialista |
| Isabel de Lima Mayer Alves Moreira (1976–) |                                                         | 25 de outubro de 2019                                 | 28 de março de 2022                                         | CACDLG CS (suplente) CTED                                                    |         | Socialista |
| Pedro Miguel de Sousa Barrocas Martinho Cegonho (1978–) |                                                         | 25 de outubro de 2019                                 | 28 de março de 2022                                         | CAE CCC CTED (suplente)                                                      |         | Socialista |
| Ricardo Jorge Colaço Leão (1975–) Renunciou ao mandato a 14.10.2021                                                                                             |                                                         | 25 de outubro de 2019                                 | 14 de outubro de 2021 (renunciou ao mandato)                | COF (suplente) CEIOPH CAPMADPL (suplente)                                    |         | Socialista |
| Romualda Maria da Conceição Martins Nunes Fernandes (1954–) |                                                         | 25 de outubro de 2019                                 | 28 de março de 2022                                         | CACDLG CNECP (suplente) CDN (suplente)                                       |         | Socialista |
| Miguel de Oliveira Pires da Costa Matos (1994–) |                                                         | 25 de outubro de 2019                                 | 28 de março de 2022                                         | COF CAEOT (suplente)                                                         |         | Socialista |
| Miguel Filipe Pardal Cabrita (1976–) Impedido a partir de 25.10.2019                                                                                            |                                                         | —                                                     | —                                                           | ——                                                                           |         | Socialista |
| Rita Mafalda Nobre Borges Madeira (1972–) Efetiva Temporária de 25.10.2019 a 26.10.2019 e de 26.10.2019 a 15.06.2020 Efetiva Definitiva a partir de 15.06.2020  |                                                         | 25 de outubro de 2019                                 | 26 de outubro de 2019                                       | ——                                                                           |         | Socialista |
| Rita Mafalda Nobre Borges Madeira (1972–) Efetiva Temporária de 25.10.2019 a 26.10.2019 e de 26.10.2019 a 15.06.2020 Efetiva Definitiva a partir de 15.06.2020  | 26 de outubro de 2019                                   | 28 de março de 2022                                   | CACDLG (suplente) CAE (suplente) CTSS CTED                  |                                                                              |         | Socialista |
| Diogo Feijóo Leão Campos Rodrigues (1986–) Efetivo Temporário de 25.10.2019 a 26.10.2019 e de 26.10.2019 a 14.10.2021 Efetivo Definitivo a partir de 14.10.2021 |                                                         | 25 de outubro de 2019                                 | 26 de outubro de 2019                                       | ——                                                                           |         | Socialista |
| Diogo Feijóo Leão Campos Rodrigues (1986–) Efetivo Temporário de 25.10.2019 a 26.10.2019 e de 26.10.2019 a 14.10.2021 Efetivo Definitivo a partir de 14.10.2021 | 26 de outubro de 2019                                   | 28 de março de 2022                                   | CNECP (suplente) CDN (coordenador PS) CCC (suplente)        |                                                                              |         | Socialista |
| João Miguel Maçarico Nicolau (1988–) Efetivo Temporário de 25.10.2019 a 26.10.2019 e a partir de 26.10.2019                                                     |                                                         | 25 de outubro de 2019                                 | 26 de outubro de 2019                                       | ——                                                                           |         | Socialista |
| João Miguel Maçarico Nicolau (1988–) Efetivo Temporário de 25.10.2019 a 26.10.2019 e a partir de 26.10.2019                                                     | 26 de outubro de 2019                                   | 28 de março de 2022                                   | CAM CAEOT (suplente)                                        |                                                                              |         | Socialista |
| Alexandra Nunes Esteves Tavares de Moura (1969–) Efetiva Temporária de 25.10.2019 a 26.10.2019 e a partir de 26.10.2019                                         |                                                         | 25 de outubro de 2019                                 | 26 de outubro de 2019                                       | ——                                                                           |         | Socialista |
| Alexandra Nunes Esteves Tavares de Moura (1969–) Efetiva Temporária de 25.10.2019 a 26.10.2019 e a partir de 26.10.2019                                         | 26 de outubro de 2019                                   | 28 de março de 2022                                   | CECJD CAPMADPL (suplente)                                   |                                                                              |         | Socialista |
| Fernando José dos Santos Anastácio (1957–) Efetivo Temporário de 25.10.2019 a 26.10.2019 e a partir de 26.10.2019                                               |                                                         | 25 de outubro de 2019                                 | 26 de outubro de 2019                                       | ——                                                                           |         | Socialista |
| Fernando José dos Santos Anastácio (1957–) Efetivo Temporário de 25.10.2019 a 26.10.2019 e a partir de 26.10.2019                                               | 26 de outubro de 2019                                   | 28 de março de 2022                                   | CACDLG (suplente) COF (coordenador PS) CTED                 |                                                                              |         | Socialista |
| Fernando Paulo Ferreira (1973–) Efetivo Temporário de 25.10.2019 a 26.10.2019 e de 26.10.2019 a 18.10.2021 Renunciou ao mandato a 18.10.2021                    |                                                         | 25 de outubro de 2019                                 | 26 de outubro de 2019                                       | ——                                                                           |         | Socialista |
| Fernando Paulo Ferreira (1973–) Efetivo Temporário de 25.10.2019 a 26.10.2019 e de 26.10.2019 a 18.10.2021 Renunciou ao mandato a 18.10.2021                    | 26 de outubro de 2019                                   | 18 de outubro de 2021 (renunciou ao mandato)          | CAE (suplente) CAEOT (suplente) CAPMADPL                    |                                                                              |         | Socialista |
| Vera Lúcia Raimundo Braz dos Santos (1986–) Efetiva Temporária de 25.10.2019 a 26.10.2019 e a partir de 26.10.2019                                              |                                                         | 25 de outubro de 2019                                 | 26 de outubro de 2019                                       | ——                                                                           |         | Socialista |
| Vera Lúcia Raimundo Braz dos Santos (1986–) Efetiva Temporária de 25.10.2019 a 26.10.2019 e a partir de 26.10.2019                                              | 26 de outubro de 2019                                   | 28 de março de 2022                                   | COF CAPMADPL (suplente)                                     |                                                                              |         | Socialista |
| Paulo Jorge Duarte Marques (1970–) Efetivo Temporário de 26.10.2019 a 18.09.2020 e a partir de 14.10.2021                                                       |                                                         | 26 de outubro de 2019                                 | 18 de setembro de 2020                                      | CACDLG (suplente) CS                                                         |         | Socialista |
| Paulo Jorge Duarte Marques (1970–) Efetivo Temporário de 26.10.2019 a 18.09.2020 e a partir de 14.10.2021                                                       | 14 de outubro de 2021                                   | 28 de março de 2022                                   | CCC (suplente)                                              |                                                                              |         | Socialista |
| Luís Miguel Oliveira dos Reis (1972–) Efetivo Temporário |                                                         | 18 de outubro de 2021                                 | 28 de março de 2022                                         | ——                                                                           |         | Socialista |
| Círculo da Madeira (3) |                                                         |                                                       |                                                             |                                                                              |         |            |
| Carlos João Pereira (1969–) |                                                         | 25 de outubro de 2019                                 | 28 de março de 2022                                         | COF (suplente) CEIOPH                                                        |         | Socialista |
| Olavo Balona Gouveia Câmara (1990–) |                                                         | 25 de outubro de 2019                                 | 28 de março de 2022                                         | CNECP (suplente) CAM                                                         |         | Socialista |
| Marta Luísa de Freitas (1980–) |                                                         | 25 de outubro de 2019                                 | 28 de março de 2022                                         | CS (suplente) CTSS                                                           |         | Socialista |
| Círculo de Portalegre (2) |                                                         |                                                       |                                                             |                                                                              |         |            |
| Luís David Trindade Moreira Testa (1978–) |                                                         | 25 de outubro de 2019                                 | 28 de março de 2022                                         | CEIOPH (suplente) CAPMADPL                                                   |         | Socialista |
| Ricardo Miguel Furtado Pinheiro (1980–) Mandato suspenso a partir de 07.11.2020                                                                                 |                                                         | 25 de outubro de 2019                                 | 7 de novembro de 2020 (tomou posse no XXII Governo)         | CAEOT (coordenador PS) CTED (suplente)                                       |         | Socialista |
| Martina Pires Marcelino de Jesus (1965–) Efetiva Temporária |                                                         | 7 de novembro de 2020                                 | 28 de março de 2022                                         | CECJD CTSS (suplente)                                                        |         | Socialista |
| Círculo do Porto (17) |                                                         |                                                       |                                                             |                                                                              |         |            |
| Alexandre Tiedtke Quintanilha (1945–) |                                                         | 25 de outubro de 2019                                 | 28 de março de 2022                                         | CS (suplente) CAEOT CCC (presidente)                                         |         | Socialista |
| Maria do Rosário Gamboa Lopes de Carvalho (1956–) |                                                         | 25 de outubro de 2019                                 | 28 de março de 2022                                         | CAE CECJD (suplente) CCC (coordenadora PS)                                   |         | Socialista |
| João Pedro Soeiro Matos Fernandes (1967–) Mandato suspenso entre 25.10.2019 e 26.10.2019 e a partir de 26.10.2019                                               |                                                         | 26 de outubro de 2019 (cessou funções no XXI Governo) | 26 de outubro de 2019 (tomou posse no XXII Governo)         | ——                                                                           |         | Socialista |
| Ana Paula Mendes Vitorino (1962–) Mandato suspenso entre 25.10.2019 e 26.10.2019 Renunciou ao mandato a 09.08.2021                                              |                                                         | 26 de outubro de 2019 (cessou funções no XXI Governo) | 9 de agosto de 2021 (renunciou ao mandato)                  | CACDLG (suplente) COF CCC (presidente)                                       |         | Socialista |
| José Luís Pereira Carneiro (1971–) Mandato suspenso entre 25.10.2019 e 26.10.2019                                                                               |                                                         | 26 de outubro de 2019 (cessou funções no XXI Governo) | 28 de março de 2022                                         | CDN CAM (suplente)                                                           |         | Socialista |
| Cristina Maria Mendes da Silva (1966–) |                                                         | 25 de outubro de 2019                                 | 28 de março de 2022                                         | CAE CEIOPH (suplente) CTSS                                                   |         | Socialista |
| João Paulo Moreira Correia (1976–) |                                                         | 25 de outubro de 2019                                 | 28 de março de 2022                                         | CDN (suplente) COF CTED                                                      |         | Socialista |
| Tiago Barbosa Ribeiro (1983–) |                                                         | 25 de outubro de 2019                                 | 28 de março de 2022                                         | CAE (suplente) CTSS (coordenador PS)                                         |         | Socialista |
| Maria Isabel Solnado Porto Oneto (1959–) Mandato suspenso entre 25.10.2019 e 26.10.2019                                                                         |                                                         | 26 de outubro de 2019 (cessou funções no XXI Governo) | 28 de março de 2022                                         | CNECP (suplente) CDN (suplente) CAE (coordenadora PS) CTED (coordenadora PS) |         | Socialista |
| João Veloso da Silva Torres (1986–) Mandato suspenso entre 25.10.2019 e 26.10.2019 e a partir de 26.10.2019                                                     |                                                         | 26 de outubro de 2019 (cessou funções no XXI Governo) | 26 de outubro de 2019 (tomou posse no XXII Governo)         | ——                                                                           |         | Socialista |
| Pedro Carlos da Silva Bacelar de Vasconcelos (1951–) |                                                         | 25 de outubro de 2019                                 | 28 de março de 2022                                         | CNECP CAE CCC (suplente)                                                     |         | Socialista |
| Joana Fernanda Ferreira Lima (1963–) |                                                         | 25 de outubro de 2019                                 | 28 de março de 2022                                         | COF (suplente) CAM (suplente) CS CAEOT                                       |         | Socialista |
| Pedro Manuel Valente de Sousa (1981–) |                                                         | 25 de outubro de 2019                                 | 28 de março de 2022                                         | CDN (suplente) COF (suplente) CAPMADPL                                       |         | Socialista |
| Maria Constança Dias Urbano de Sousa (1967–) |                                                         | 25 de outubro de 2019                                 | 28 de março de 2022                                         | CACDLG (suplente) CAE CTED                                                   |         | Socialista |
| José Manuel Santos de Magalhães (1952–) |                                                         | 25 de outubro de 2019                                 | 28 de março de 2022                                         | CACDLG CCC CTED                                                              |         | Socialista |
| Hugo Miguel Costa Carvalho (1987–) |                                                         | 25 de outubro de 2019                                 | 28 de março de 2022                                         | COF (suplente) CEIOPH CAEOT (suplente)                                       |         | Socialista |
| Carla Alexandra Magalhães de Sousa (1970–) |                                                         | 25 de outubro de 2019                                 | 28 de março de 2022                                         | CNECP CECJD CCC (suplente) CTED (suplente)                                   |         | Socialista |
| Carlos Alberto Silva Brás (1968–) Efetivo Temporário de 25.10.2019 a 26.10.2019 e de 26.10.2019 a 09.08.2021 Efetivo Definitivo a partir de 09.08.2021          |                                                         | 25 de outubro de 2019                                 | 26 de outubro de 2019                                       | ——                                                                           |         | Socialista |
| Carlos Alberto Silva Brás (1968–) Efetivo Temporário de 25.10.2019 a 26.10.2019 e de 26.10.2019 a 09.08.2021 Efetivo Definitivo a partir de 09.08.2021          | 26 de outubro de 2019                                   | 28 de março de 2022                                   | CNECP (suplente) CAE COF CAPMADPL (suplente)                |                                                                              |         | Socialista |
| Eduardo Miguel Sabino Guedes Barroco de Melo (1988–) Efetivo Temporário de 25.10.2019 a 26.10.2019 e a partir de 26.10.2019                                     |                                                         | 25 de outubro de 2019                                 | 26 de outubro de 2019                                       | ——                                                                           |         | Socialista |
| Eduardo Miguel Sabino Guedes Barroco de Melo (1988–) Efetivo Temporário de 25.10.2019 a 26.10.2019 e a partir de 26.10.2019                                     | 26 de outubro de 2019                                   | 28 de março de 2022                                   | CECJD (suplente) CTSS CCC (suplente)                        |                                                                              |         | Socialista |
| Isabel Sofia Alves Andrade (1988–) Efetiva Temporária de 25.10.2019 a 26.10.2019 e a partir de 09.08.2021                                                       |                                                         | 25 de outubro de 2019                                 | 26 de outubro de 2019                                       | ——                                                                           |         | Socialista |
| Isabel Sofia Alves Andrade (1988–) Efetiva Temporária de 25.10.2019 a 26.10.2019 e a partir de 09.08.2021                                                       | 9 de agosto de 2021                                     | 28 de março de 2022                                   | CACDLG (suplente) CAE (suplente) CEIOPH (suplente) CAPMADPL |                                                                              |         | Socialista |
| José Carlos Ribeiro Barbosa (1983–) Efetivo Temporário |                                                         | 25 de outubro de 2019                                 | 26 de outubro de 2019                                       | ——                                                                           |         | Socialista |
| Nuno Miguel Ribeiro Coelho (?–) Efetivo Temporário |                                                         | 25 de outubro de 2019                                 | 26 de outubro de 2019                                       | ——                                                                           |         | Socialista |
| Círculo de Santarém (4) |                                                         |                                                       |                                                             |                                                                              |         |            |
| Alexandra Ludomila Ribeiro Fernandes Leitão (1973–) Mandato suspenso entre 25.10.2019 e 26.10.2019 e a partir de 26.10.2019                                     |                                                         | 26 de outubro de 2019 (cessou funções no XXI Governo) | 26 de outubro de 2019 (tomou posse no XXII Governo)         | ——                                                                           |         | Socialista |
| António Ribeiro Gameiro (1970–) |                                                         | 25 de outubro de 2019                                 | 28 de março de 2022                                         | CDN (suplente) CAPMADPL (coordenador PS)                                     |         | Socialista |
| Maria do Céu de Oliveira Antunes Albuquerque (1970–) Mandato suspenso entre 25.10.2019 e 26.10.2019 e a partir de 26.10.2019                                    |                                                         | 26 de outubro de 2019 (cessou funções no XXI Governo) | 26 de outubro de 2019 (tomou posse no XXII Governo)         | ——                                                                           |         | Socialista |
| Hugo Miguel Carvalheiro dos Santos Costa (1983–) |                                                         | 25 de outubro de 2019                                 | 28 de março de 2022                                         | COF (suplente) CEIOPH (coordenador PS)                                       |         | Socialista |
| Manuel António dos Santos Afonso (1950–) Efetivo Temporário de 25.10.2019 a 26.10.2019 e a partir de 26.10.2019                                                 |                                                         | 25 de outubro de 2019                                 | 26 de outubro de 2019                                       | ——                                                                           |         | Socialista |
| Manuel António dos Santos Afonso (1950–) Efetivo Temporário de 25.10.2019 a 26.10.2019 e a partir de 26.10.2019                                                 | 26 de outubro de 2019                                   | 28 de março de 2022                                   | CDN CAM CAEOT (suplente)                                    |                                                                              |         | Socialista |
| Mara Lúcia Lagriminha Coelho (1985–) Efetiva Temporária de 25.10.2019 a 26.10.2019 e a partir de 26.10.2019                                                     |                                                         | 25 de outubro de 2019                                 | 26 de outubro de 2019                                       | ——                                                                           |         | Socialista |
| Mara Lúcia Lagriminha Coelho (1985–) Efetiva Temporária de 25.10.2019 a 26.10.2019 e a partir de 26.10.2019                                                     | 26 de outubro de 2019                                   | 28 de março de 2022                                   | CAE (suplente) CTSS (suplente) CCC                          |                                                                              |         | Socialista |
| Círculo de Setúbal (9) |                                                         |                                                       |                                                             |                                                                              |         |            |
| Ana Catarina Veiga dos Santos Mendonça Mendes (1973–) Líder do Grupo Parlamentar do PS                                                                          |                                                         | 25 de outubro de 2019                                 | 28 de março de 2022                                         | ——                                                                           |         | Socialista |
| Eduardo Arménio do Nascimento Cabrita (1961–) Mandato suspenso entre 25.10.2019 e 26.10.2019 e de 26.10.2019 a 04.12.2021                                       |                                                         | 26 de outubro de 2019 (cessou funções no XXI Governo) | 26 de outubro de 2019 (tomou posse no XXII Governo)         | ——                                                                           |         | Socialista |
| Eduardo Arménio do Nascimento Cabrita (1961–) Mandato suspenso entre 25.10.2019 e 26.10.2019 e de 26.10.2019 a 04.12.2021                                       | 4 de dezembro de 2021 (cessou funções no XXII Governo)  | 28 de março de 2022                                   | ——                                                          |                                                                              |         | Socialista |
| Eurídice Maria de Sousa Pereira (1962–) |                                                         | 25 de outubro de 2019                                 | 28 de março de 2022                                         | CACDLG (suplente) CAPMADPL CTED (suplente)                                   |         | Socialista |
| João Saldanha de Azevedo Galamba (1976–) Mandato suspenso entre 25.10.2019 e 26.10.2019 e a partir de 26.10.2019                                                |                                                         | 26 de outubro de 2019 (cessou funções no XXI Governo) | 26 de outubro de 2019 (tomou posse no XXII Governo)         | ——                                                                           |         | Socialista |
| Ricardo Emanuel Martins Mourinho Félix (1974–) Mandato suspenso entre 25.10.2019 e 26.10.2019 e de 26.10.2019 a 15.06.2020 Renunciou ao mandato a 15.06.2020    |                                                         | 26 de outubro de 2019 (cessou funções no XXI Governo) | 26 de outubro de 2019 (tomou posse no XXII Governo)         | ——                                                                           |         | Socialista |
| Catarina Marcelino Rosa da Silva (1971–) Renunciou ao mandato a 06.09.2020                                                                                      |                                                         | 25 de outubro de 2019                                 | 6 de setembro de 2020 (renunciou ao mandato)                | CACDLG (suplente) CTSS                                                       |         | Socialista |
| Maria Antónia Moreno Areias de Almeida Santos (1962–) |                                                         | 25 de outubro de 2019                                 | 28 de março de 2022                                         | CNECP (suplente) CS (presidente)                                             |         | Socialista |
| Filipe Alexandre Pardal Pacheco (1989–) Mandato suspenso a partir de 28.10.2021                                                                                 |                                                         | 25 de outubro de 2019                                 | 28 de outubro de 2021 (início da suspensão de mandato)      | CEIOPH (suplente) CAEOT                                                      |         | Socialista |
| André Alexandre Pinotes Batista (1984–) |                                                         | 25 de outubro de 2019                                 | 28 de março de 2022                                         | CEIOPH CAEOT CTED (suplente)                                                 |         | Socialista |
| Ana Sofia Ferreira Araújo (1974–) Efetiva Temporária de 25.10.2019 a 26.10.2019 e de 26.10.2019 a 15.06.2020 Efetiva Definitiva a partir de 15.06.2020          |                                                         | 25 de outubro de 2019                                 | 26 de outubro de 2019                                       | ——                                                                           |         | Socialista |
| Ana Sofia Ferreira Araújo (1974–) Efetiva Temporária de 25.10.2019 a 26.10.2019 e de 26.10.2019 a 15.06.2020 Efetiva Definitiva a partir de 15.06.2020          | 26 de outubro de 2019                                   | 28 de março de 2022                                   | CAM (suplente) CCC                                          |                                                                              |         | Socialista |
| Fernando Miguel Catarino José (1972–) Efetivo Temporário de 25.10.2019 a 26.10.2019 e de 26.10.2019 a 06.09.2020 Efetivo Definitivo a partir de 06.09.2020      |                                                         | 25 de outubro de 2019                                 | 26 de outubro de 2019                                       | ——                                                                           |         | Socialista |
| Fernando Miguel Catarino José (1972–) Efetivo Temporário de 25.10.2019 a 26.10.2019 e de 26.10.2019 a 06.09.2020 Efetivo Definitivo a partir de 06.09.2020      | 26 de outubro de 2019                                   | 28 de março de 2022                                   | CTSS CAPMADPL (suplente)                                    |                                                                              |         | Socialista |
| Clarisse Maria Gaudino Veredas Campos (1963–) Efetiva Temporária de 25.10.2019 a 26.10.2019 e a partir de 26.10.2019                                            |                                                         | 25 de outubro de 2019                                 | 26 de outubro de 2019                                       | ——                                                                           |         | Socialista |
| Clarisse Maria Gaudino Veredas Campos (1963–) Efetiva Temporária de 25.10.2019 a 26.10.2019 e a partir de 26.10.2019                                            | 26 de outubro de 2019                                   | 28 de março de 2022                                   | CAM CECJD (suplente)                                        |                                                                              |         | Socialista |
| Ivan da Costa Gonçalves (1987–) Efetivo Temporário a partir de 06.09.2020                                                                                       |                                                         | 6 de setembro de 2020                                 | 28 de março de 2022                                         | CS (suplente) CCC                                                            |         | Socialista |
| Ana Isabel Correia dos Santos (1975–) Efetiva Temporária de 28.10.2021 a 04.12.2021                                                                             |                                                         | 28 de outubro de 2021                                 | 4 de dezembro de 2021                                       | CAEOT (suplente) CAPMADPL                                                    |         | Socialista |
| Círculo de Viana do Castelo (3) |                                                         |                                                       |                                                             |                                                                              |         |            |
| Tiago Brandão Rodrigues (1977–) Mandato suspenso entre 25.10.2019 e 26.10.2019 e a partir de 26.10.2019                                                         |                                                         | 26 de outubro de 2019 (cessou funções no XXI Governo) | 26 de outubro de 2019 (tomou posse no XXII Governo)         | ——                                                                           |         | Socialista |
| Marina Sola Gonçalves (1988–) Mandato suspenso a partir de 18.09.2020                                                                                           |                                                         | 25 de outubro de 2019                                 | 18 de setembro de 2020 (tomou posse no XXII Governo)        | COF (suplente) CEIOPH (suplente) CTSS                                        |         | Socialista |
| Anabela de Jesus Sousa Rodrigues (1972–) |                                                         | 25 de outubro de 2019                                 | 28 de março de 2022                                         | CECJD (suplente) CS                                                          |         | Socialista |
| José Manuel Vaz Carpinteira (1959–) Efetivo Temporário de 25.10.2019 a 26.10.2019 e de 26.10.2019 a 18.10.2021 Renunciou ao mandato a 18.10.2021                |                                                         | 25 de outubro de 2019                                 | 26 de outubro de 2019                                       | ——                                                                           |         | Socialista |
| José Manuel Vaz Carpinteira (1959–) Efetivo Temporário de 25.10.2019 a 26.10.2019 e de 26.10.2019 a 18.10.2021 Renunciou ao mandato a 18.10.2021                | 26 de outubro de 2019                                   | 18 de outubro de 2021 (renunciou ao mandato)          | CDN (suplente) CAM (suplente) CAEOT                         |                                                                              |         | Socialista |
| Sílvia Manuela Carneiro Amorim Torres (1979–) Efetiva Temporária                                                                                                |                                                         | 18 de setembro de 2020                                | 28 de março de 2022                                         | CECJD (suplente) CTSS                                                        |         | Socialista |
| Dora Maria Ramos de Abreu Brandão Machado Cruz (1962–) Efetiva Temporária                                                                                       |                                                         | 18 de outubro de 2021                                 | 28 de março de 2022                                         | ——                                                                           |         | Socialista |
| Círculo de Vila Real (2) |                                                         |                                                       |                                                             |                                                                              |         |            |
| Ascenso Luís Seixas Simões (1963–) |                                                         | 25 de outubro de 2019                                 | 28 de março de 2022                                         | CNECP CEIOPH (suplente) CAPMADPL (suplente)                                  |         | Socialista |
| Francisco José Ferreira da Rocha (1967–) |                                                         | 25 de outubro de 2019                                 | 28 de março de 2022                                         | CAM CS (suplente)                                                            |         | Socialista |
| Círculo de Viseu (4) |                                                         |                                                       |                                                             |                                                                              |         |            |
| João Nuno Ferreira Gonçalves Azevedo (1974–) |                                                         | 25 de outubro de 2019                                 | 28 de março de 2022                                         | CNECP CAPMADPL CTED (suplente)                                               |         | Socialista |
| Lúcia Fernanda Ferreira Araújo Silva (1964–) |                                                         | 25 de outubro de 2019                                 | 28 de março de 2022                                         | CECJD CCC CTED (suplente)                                                    |         | Socialista |
| João Paulo de Loureiro Rebelo (1974–) Mandato suspenso entre 25.10.2019 e 26.10.2019 e a partir de 26.10.2019                                                   |                                                         | 26 de outubro de 2019 (cessou funções no XXI Governo) | 26 de outubro de 2019 (tomou posse no XXII Governo)         | ——                                                                           |         | Socialista |
| José Rui Alves Duarte da Cruz (1966–) |                                                         | 25 de outubro de 2019                                 | 28 de março de 2022                                         | CAM (suplente) CS                                                            |         | Socialista |
| Maria da Graça da Mouta Silva Reis (1972–) Efetiva Temporária de 25.10.2019 a 26.10.2019 e a partir de 26.10.2019                                               |                                                         | 25 de outubro de 2019                                 | 26 de outubro de 2019                                       | ——                                                                           |         | Socialista |
| Maria da Graça da Mouta Silva Reis (1972–) Efetiva Temporária de 25.10.2019 a 26.10.2019 e a partir de 26.10.2019                                               | 26 de outubro de 2019                                   | 28 de março de 2022                                   | CECJD CCC (suplente)                                        |                                                                              |         | Socialista |

### PPD/PSD - Grupo Parlamentar do Partido Social Democrata (79 deputados)
| |                                                     |                                                                                             |                                                                                             |                                                                          |         |                  |
| Deputado (Nascimento–Morte) | Retrato                                             | Início do mandato                                                                           | Fim do mandato                                                                              | Comissões parlamentares                                                  | Partido | Partido          |
| Grupo Parlamentar PPD/PSD |                                                     |                                                                                             |                                                                                             |                                                                          |         |                  |
| Círculo dos Açores (2) |                                                     |                                                                                             |                                                                                             |                                                                          |         |                  |
| Paulo Alexandre Luís Botelho Moniz (1969–) |                                                     | 25 de outubro de 2019                                                                       | 28 de março de 2022                                                                         | CDN CAE COF (suplente) CEIOPH (suplente)                                 |         | Social Democrata |
| António Lima Cardoso Ventura (1968–) Mandato suspenso a partir de 24.11.2020 |                                                     | 25 de outubro de 2019                                                                       | 24 de novembro de 2020 (tomou posse no XIII Governo Regional dos Açores)                    | CNECP COF (suplente) CAM CCC (suplente)                                  |         | Social Democrata |
| Ilídia Maria da Silva Fialho Quadrado (1971–) Efetiva Temporária |                                                     | 24 de novembro de 2020                                                                      | 28 de março de 2022                                                                         | CNECP CAM (suplente) CECJD CCC (suplente)                                |         | Social Democrata |
| Círculo de Aveiro (6) |                                                     |                                                                                             |                                                                                             |                                                                          |         |                  |
| Ana Miguel Marques Neves dos Santos (1981–) |                                                     | 25 de outubro de 2019                                                                       | 28 de março de 2022                                                                         | CDN (coordenadora PSD) CAE COF (suplente)                                |         | Social Democrata |
| António André da Silva Topa (1954–2021) Mandato suspenso de 15.10.2021 a 31.10.2021 Faleceu a 31.10.2021                                                                                          |                                                     | 25 de outubro de 2019                                                                       | 15 de outubro de 2021 (início da suspensão de mandato)                                      | CEIOPH (presidente) CAEOT (suplente)                                     |         | Social Democrata |
| Helga Alexandra Freire Correia (1977–) |                                                     | 25 de outubro de 2019                                                                       | 28 de março de 2022                                                                         | CDN CS (suplente) CTSS (coordenadora PSD)                                |         | Social Democrata |
| Bruno Manuel Pereira Coimbra (1981–) Mandato suspenso de 08.06.2020 a 13.07.2020 e de 04.11.2020 a 04.12.2020                                                                                     |                                                     | 25 de outubro de 2019                                                                       | 8 de junho de 2020 (início da suspensão de mandato)                                         | CEIOPH (suplente) CS (suplente) CAEOT (coordenador PSD)                  |         | Social Democrata |
| Bruno Manuel Pereira Coimbra (1981–) Mandato suspenso de 08.06.2020 a 13.07.2020 e de 04.11.2020 a 04.12.2020                                                                                     | 13 de julho de 2020 (fim da suspensão de mandato)   | 4 de novembro de 2020 (início da suspensão de mandato)                                      | CS (suplente) CAEOT (coordenador PSD)                                                       |                                                                          |         | Social Democrata |
| Bruno Manuel Pereira Coimbra (1981–) Mandato suspenso de 08.06.2020 a 13.07.2020 e de 04.11.2020 a 04.12.2020                                                                                     | 4 de dezembro de 2020 (fim da suspensão de mandato) | 28 de março de 2022                                                                         | CS (suplente) CAEOT (coordenador PSD)                                                       |                                                                          |         | Social Democrata |
| Nuno André Maia das Neves (1988–) |                                                     | 25 de outubro de 2019                                                                       | 28 de março de 2022                                                                         | CACDLG CNECP (suplente)                                                  |         | Social Democrata |
| Carla Manuela de Sousa Madureira (1974–) |                                                     | 25 de outubro de 2019                                                                       | 28 de março de 2022                                                                         | CNECP (suplente) CECJD CTSS (suplente)                                   |         | Social Democrata |
| Rui Miguel Rocha da Cruz (1971–) Efetivo Temporário nos períodos: 1) 08.06.2020 a 13.07.2020; 2) 04.11.2020 a 04.12.2020; 3) de 15.10.2021 a 31.10.2021 Efetivo Definitivo a partir de 31.10.2021 |                                                     | 8 de junho de 2020                                                                          | 13 de julho de 2020                                                                         | ——                                                                       |         | Social Democrata |
| Rui Miguel Rocha da Cruz (1971–) Efetivo Temporário nos períodos: 1) 08.06.2020 a 13.07.2020; 2) 04.11.2020 a 04.12.2020; 3) de 15.10.2021 a 31.10.2021 Efetivo Definitivo a partir de 31.10.2021 | 4 de novembro de 2020                               | 4 de dezembro de 2020                                                                       | ——                                                                                          |                                                                          |         | Social Democrata |
| Rui Miguel Rocha da Cruz (1971–) Efetivo Temporário nos períodos: 1) 08.06.2020 a 13.07.2020; 2) 04.11.2020 a 04.12.2020; 3) de 15.10.2021 a 31.10.2021 Efetivo Definitivo a partir de 31.10.2021 | 15 de outubro de 2021                               | 28 de março de 2022                                                                         | CEIOPH CAEOT (suplente)                                                                     |                                                                          |         | Social Democrata |
| Círculo de Braga (8) |                                                     |                                                                                             |                                                                                             |                                                                          |         |                  |
| André Guimarães Coelho Lima (1974–) |                                                     | 25 de outubro de 2019                                                                       | 28 de março de 2022                                                                         | CACDLG CDN (suplente) CAE (suplente) CTED (coordenador PSD)              |         | Social Democrata |
| Firmino José Rodrigues Marques (1958–) |                                                     | 25 de outubro de 2019                                                                       | 28 de março de 2022                                                                         | CECJD (presidente) CTSS (suplente) CCC (suplente)                        |         | Social Democrata |
| Maria Clara Gonçalves Marques Mendes (1970–) |                                                     | 25 de outubro de 2019                                                                       | 28 de março de 2022                                                                         | CAE (suplente) CTSS CTED (suplente)                                      |         | Social Democrata |
| Carlos Eduardo Vasconcelos Fernandes Ribeiro dos Reis (1984–) |                                                     | 25 de outubro de 2019                                                                       | 28 de março de 2022                                                                         | CDN CAM                                                                  |         | Social Democrata |
| Jorge Paulo da Silva Oliveira (1965–) |                                                     | 25 de outubro de 2019                                                                       | 28 de março de 2022                                                                         | COF CEIOPH (suplente) CAPMADPL CTED (suplente)                           |         | Social Democrata |
| Maria Gabriela da Cunha Baptista Rodrigues da Fonseca (1958–) |                                                     | 25 de outubro de 2019                                                                       | 28 de março de 2022                                                                         | CAE (suplente) CECJD CAPMADPL (suplente)                                 |         | Social Democrata |
| Emídio Guerreiro (1965–) |                                                     | 25 de outubro de 2019                                                                       | 28 de março de 2022                                                                         | CEIOPH CECJD (suplente) CAEOT (suplente)                                 |         | Social Democrata |
| Rui Manuel Ferreira da Silva (1965–) |                                                     | 25 de outubro de 2019                                                                       | 28 de março de 2022                                                                         | CAM (suplente) CCC                                                       |         | Social Democrata |
| Círculo de Bragança (2) |                                                     |                                                                                             |                                                                                             |                                                                          |         |                  |
| Adão José Fonseca Silva (1957–) Líder do Grupo Parlamentar do PSD a partir de 17.09.2020 |                                                     | 25 de outubro de 2019                                                                       | 28 de março de 2022                                                                         | CDN                                                                      |         | Social Democrata |
| Isabel Maria Lopes (1970–) |                                                     | 25 de outubro de 2019                                                                       | 28 de março de 2022                                                                         | CEIOPH CECJD (suplente) CCC (suplente)                                   |         | Social Democrata |
| Círculo de Castelo Branco (1) |                                                     |                                                                                             |                                                                                             |                                                                          |         |                  |
| Cláudia Sofia Farinha André (1971–) |                                                     | 25 de outubro de 2019                                                                       | 28 de março de 2022                                                                         | CECJD (coordenadora PSD) CCC (suplente)                                  |         | Social Democrata |
| Círculo de Coimbra (3) |                                                     |                                                                                             |                                                                                             |                                                                          |         |                  |
| Mónica Cláudia de Castro Quintela (1967–) |                                                     | 25 de outubro de 2019                                                                       | 28 de março de 2022                                                                         | CACDLG (coordenadora PSD) CNECP (suplente) CS (suplente) CTED (suplente) |         | Social Democrata |
| António Alberto Maló de Abreu (1957–) |                                                     | 25 de outubro de 2019                                                                       | 28 de março de 2022                                                                         | CNECP (suplente) CAE (suplente) CS (coordenador PSD) CAEOT (suplente)    |         | Social Democrata |
| Paulo Jorge Carvalho Leitão (1980–) |                                                     | 25 de outubro de 2019                                                                       | 28 de março de 2022                                                                         | CAM CAEOT                                                                |         | Social Democrata |
| Círculo da Europa (1) |                                                     |                                                                                             |                                                                                             |                                                                          |         |                  |
| Carlos Alberto Silva Gonçalves (1961–) |                                                     | 25 de outubro de 2019                                                                       | 28 de março de 2022                                                                         | CNECP CDN (suplente) CAE                                                 |         | Social Democrata |
| Círculo de Faro (3) |                                                     |                                                                                             |                                                                                             |                                                                          |         |                  |
| Cristóvão Duarte Nunes Guerreiro Norte (1976–) |                                                     | 25 de outubro de 2019                                                                       | 28 de março de 2022                                                                         | CEIOPH (coordenador PSD) CAM CS (suplente)                               |         | Social Democrata |
| Rui Celestino dos Santos Cristina (1979–) |                                                     | 25 de outubro de 2019                                                                       | 28 de março de 2022                                                                         | CAM (suplente) CS CAEOT                                                  |         | Social Democrata |
| Ofélia Isabel Andrés da Conceição Ramos (1970–) |                                                     | 25 de outubro de 2019                                                                       | 28 de março de 2022                                                                         | CTSS CAEOT (suplente) CAPMADPL (suplente)                                |         | Social Democrata |
| Círculo de Fora da Europa (1) |                                                     |                                                                                             |                                                                                             |                                                                          |         |                  |
| José de Almeida Cesário (1958–) |                                                     | 25 de outubro de 2019                                                                       | 28 de março de 2022                                                                         | CNECP CECJD (suplente)                                                   |         | Social Democrata |
| Círculo da Guarda (1) |                                                     |                                                                                             |                                                                                             |                                                                          |         |                  |
| António Carlos Sousa Gomes da Silva Peixoto (1968–) |                                                     | 25 de outubro de 2019                                                                       | 28 de março de 2022                                                                         | CACDLG (suplente) CDN (suplente) CAPMADPL CTED (suplente)                |         | Social Democrata |
| Círculo de Leiria (5) |                                                     |                                                                                             |                                                                                             |                                                                          |         |                  |
| Ana Margarida Balseiro de Sousa Lopes (1989–) |                                                     | 25 de outubro de 2019                                                                       | 28 de março de 2022                                                                         | COF CECJD (suplente)                                                     |         | Social Democrata |
| Hugo Patrício Martinho de Oliveira (1974–) |                                                     | 25 de outubro de 2019                                                                       | 28 de março de 2022                                                                         | CS (suplente) CAEOT CTED                                                 |         | Social Democrata |
| António Pedro Roque da Visitação Oliveira (1963–) |                                                     | 25 de outubro de 2019                                                                       | 28 de março de 2022                                                                         | CNECP (suplente) CDN CTSS (presidente)                                   |         | Social Democrata |
| Olga Cristina Fino Silvestre (1964–) |                                                     | 25 de outubro de 2019                                                                       | 28 de março de 2022                                                                         | CDN CTSS (suplente) CCC (suplente)                                       |         | Social Democrata |
| João Manuel Gomes Marques (1959–) |                                                     | 25 de outubro de 2019                                                                       | 28 de março de 2022                                                                         | CAM CAEOT (suplente)                                                     |         | Social Democrata |
| Círculo de Lisboa (12) |                                                     |                                                                                             |                                                                                             |                                                                          |         |                  |
| Filipa Maria Salema Roseta Vaz Monteiro (1973–) Mandato suspenso a partir de 25.10.2021 |                                                     | 25 de outubro de 2019                                                                       | 25 de outubro de 2021 (início da suspensão de mandato)                                      | CEIOPH CAEOT (suplente) CCC                                              |         | Social Democrata |
| José Maria Lopes Silvano (1957–) |                                                     | 25 de outubro de 2019                                                                       | 28 de março de 2022                                                                         | COF (suplente) CAEOT (suplente)                                          |         | Social Democrata |
| Pedro Augusto Cunha Pinto (1956–) |                                                     | 25 de outubro de 2019                                                                       | 28 de março de 2022                                                                         | CEIOPH (suplente) CAEOT (suplente)                                       |         | Social Democrata |
| Isabel Maria Meireles Teixeira (1954–) |                                                     | 25 de outubro de 2019                                                                       | 28 de março de 2022                                                                         | CNECP CDN (suplente) CAE (coordenadora PSD) CTED (suplente)              |         | Social Democrata |
| Luís Maria de Barros Serra Marques Guedes (1957–) |                                                     | 25 de outubro de 2019                                                                       | 28 de março de 2022                                                                         | CACDLG (presidente) CTED (suplente)                                      |         | Social Democrata |
| Duarte Rogério Matos Ventura Pacheco (1965–) Secretário da Mesa da Assembleia da República |                                                     | 25 de outubro de 2019                                                                       | 28 de março de 2022                                                                         | CNECP (suplente) COF (coordenador PSD)                                   |         | Social Democrata |
| Sandra Cristina de Sequeiros Pereira (1974–) |                                                     | 25 de outubro de 2019                                                                       | 28 de março de 2022                                                                         | CACDLG (suplente) CS CTSS (suplente)                                     |         | Social Democrata |
| Ricardo Augustus Guerreiro Baptista Leite (1980–) |                                                     | 25 de outubro de 2019                                                                       | 28 de março de 2022                                                                         | CNECP (suplente) CS CCC                                                  |         | Social Democrata |
| Pedro Nuno Mazeda Pereira Neto Rodrigues (1979–) |                                                     | 25 de outubro de 2019                                                                       | 28 de março de 2022                                                                         | CTED                                                                     |         | Social Democrata |
| Lina Maria Cardoso Lopes (1961–) |                                                     | 25 de outubro de 2019                                                                       | 28 de março de 2022                                                                         | CACDLG (suplente) COF (suplente) CTSS CAPMADPL (suplente)                |         | Social Democrata |
| Carlos Manuel dos Santos Batista da Silva (1964–) |                                                     | 25 de outubro de 2019                                                                       | 28 de março de 2022                                                                         | COF CEIOPH (suplente) CCC                                                |         | Social Democrata |
| Alexandre Damasceno da Silva Poço (1992–) |                                                     | 25 de outubro de 2019                                                                       | 28 de março de 2022                                                                         | COF (suplente) CECJD CCC (suplente)                                      |         | Social Democrata |
| Joana Catarina Barata Reis Lopes (1985–) Efetiva Temporária |                                                     | 25 de outubro de 2021                                                                       | 28 de março de 2022                                                                         | ——                                                                       |         | Social Democrata |
| Círculo da Madeira (3) |                                                     |                                                                                             |                                                                                             |                                                                          |         |                  |
| Miguel Filipe Machado de Albuquerque (1961–) Mandato suspenso a partir de 25.10.2019 |                                                     | — Não tomou posse por ser membro do XIII Governo Regional da Madeira a partir de 15.10.2019 | — Não tomou posse por ser membro do XIII Governo Regional da Madeira a partir de 15.10.2019 | ——                                                                       |         | Social Democrata |
| Mário Sérgio Quaresma Gonçalves Marques (1957–) |                                                     | 25 de outubro de 2019                                                                       | 28 de março de 2022                                                                         | CDN CAE CCC (suplente)                                                   |         | Social Democrata |
| Sara Martins Marques dos Santos Madruga da Costa (1978–) |                                                     | 25 de outubro de 2019                                                                       | 28 de março de 2022                                                                         | CACDLG COF (suplente) CAM (suplente) CS (suplente) CTED                  |         | Social Democrata |
| Paulo Alexandre de Sousa Neves (1967–) Efetivo Temporário |                                                     | 25 de outubro de 2019                                                                       | 28 de março de 2022                                                                         | CNECP CDN (suplente) CEIOPH (suplente)                                   |         | Social Democrata |
| Círculo do Porto (15) |                                                     |                                                                                             |                                                                                             |                                                                          |         |                  |
| Hugo Daniel Alves Martins de Carvalho (1990–) |                                                     | 25 de outubro de 2019                                                                       | 28 de março de 2022                                                                         | CEIOPH (suplente) CAEOT                                                  |         | Social Democrata |
| Rui Fernando da Silva Rio (1957–) Líder do Grupo Parlamentar do PSD entre 25.10.2019 e 17.09.2020                                                                                                 |                                                     | 25 de outubro de 2019                                                                       | 28 de março de 2022                                                                         | ——                                                                       |         | Social Democrata |
| Catarina Leite de Faria da Rocha Ferreira (1980–) |                                                     | 25 de outubro de 2019                                                                       | 28 de março de 2022                                                                         | CACDLG (suplente) CNECP CAE (suplente) CAM (suplente) CTED               |         | Social Democrata |
| Alberto Amaro Guedes Machado (1978–) |                                                     | 25 de outubro de 2019                                                                       | 28 de março de 2022                                                                         | CS CAPMADPL (suplente)                                                   |         | Social Democrata |
| José Joaquim Cancela Moura (1963–) |                                                     | 25 de outubro de 2019                                                                       | 28 de março de 2022                                                                         | CACDLG (suplente) CAPMADPL CTED (suplente)                               |         | Social Democrata |
| Maria Germana de Sousa Rocha (1968–) |                                                     | 25 de outubro de 2019                                                                       | 28 de março de 2022                                                                         | CAM CECJD (suplente) CTSS CAPMADPL                                       |         | Social Democrata |
| Afonso Gonçalves da Silva Oliveira (1964–) |                                                     | 25 de outubro de 2019                                                                       | 28 de março de 2022                                                                         | COF CEIOPH (suplente) CAM (suplente)                                     |         | Social Democrata |
| Álvaro Fernando Santos Almeida (1964–) |                                                     | 25 de outubro de 2019                                                                       | 28 de março de 2022                                                                         | CS                                                                       |         | Social Democrata |
| Sofia Helena Correia Fernandes Sousa Matos (1990–) |                                                     | 25 de outubro de 2019                                                                       | 28 de março de 2022                                                                         | CEIOPH CAPMADPL (suplente) CTED                                          |         | Social Democrata |
| Alberto Jorge Torres da Silva Fonseca (1983–) |                                                     | 25 de outubro de 2019                                                                       | 28 de março de 2022                                                                         | COF CTSS (suplente) CAPMADPL (suplente)                                  |         | Social Democrata |
| Paulo César Rios de Oliveira (1965–) |                                                     | 25 de outubro de 2019                                                                       | 28 de março de 2022                                                                         | CNECP (suplente) CCC (coordenador PSD) CTED                              |         | Social Democrata |
| Carla Maria Gomes Barros (1980–) |                                                     | 25 de outubro de 2019                                                                       | 28 de março de 2022                                                                         | CAM (suplente) CTSS CAPMADPL (suplente)                                  |         | Social Democrata |
| Hugo Miguel de Sousa Carneiro (1982–) |                                                     | 25 de outubro de 2019                                                                       | 28 de março de 2022                                                                         | CACDLG (suplente) COF CTSS (suplente)                                    |         | Social Democrata |
| António Duarte Conde Almeida da Cunha (1969–) |                                                     | 25 de outubro de 2019                                                                       | 28 de março de 2022                                                                         | CDN (suplente) CAE CECJD                                                 |         | Social Democrata |
| Márcia Isabel Duarte Passos Resende (1969–) |                                                     | 25 de outubro de 2019                                                                       | 28 de março de 2022                                                                         | CEIOPH (suplente) CAPMADPL CTED                                          |         | Social Democrata |
| Círculo de Santarém (3) |                                                     |                                                                                             |                                                                                             |                                                                          |         |                  |
| Isaura Maria Elias Crisóstomo Bernardino Morais (1966–) |                                                     | 25 de outubro de 2019                                                                       | 28 de março de 2022                                                                         | CAPMADPL (presidente; coordenadora PSD)                                  |         | Social Democrata |
| João Manuel Moura Rodrigues (1971–) |                                                     | 25 de outubro de 2019                                                                       | 28 de março de 2022                                                                         | CAM CAEOT CCC (suplente)                                                 |         | Social Democrata |
| Duarte Filipe Baptista de Matos Marques (1981–) Mandato suspenso nos períodos: 1) 18.11.2019 a 07.12.2019 2) 2.04.2020 a 16.05.2020                                                               |                                                     | 25 de outubro de 2019                                                                       | 18 de novembro de 2019 (início da suspensão de mandato)                                     | CACDLG (suplente) CAE                                                    |         | Social Democrata |
| Duarte Filipe Baptista de Matos Marques (1981–) Mandato suspenso nos períodos: 1) 18.11.2019 a 07.12.2019 2) 2.04.2020 a 16.05.2020                                                               | 7 de dezembro de 2019 (fim da suspensão de mandato) | 2 de abril de 2020 (início da suspensão de mandato)                                         | CACDLG (suplente) CAE                                                                       |                                                                          |         | Social Democrata |
| Duarte Filipe Baptista de Matos Marques (1981–) Mandato suspenso nos períodos: 1) 18.11.2019 a 07.12.2019 2) 2.04.2020 a 16.05.2020                                                               | 16 de maio de 2020 (fim da suspensão de mandato)    | 28 de março de 2022                                                                         | CACDLG (suplente) CAE CEIOPH (suplente) CECJD (suplente)                                    |                                                                          |         | Social Democrata |
| Sónia Patrícia da Silva Ferreira Quintino (1981–) Efetiva Temporária nos períodos: 1) 18.11.2019 a 7.12.2019 2) 02.04.2020 a 16.05.2020                                                           |                                                     | 18 de novembro de 2019                                                                      | 7 de dezembro de 2019                                                                       | ——                                                                       |         | Social Democrata |
| Sónia Patrícia da Silva Ferreira Quintino (1981–) Efetiva Temporária nos períodos: 1) 18.11.2019 a 7.12.2019 2) 02.04.2020 a 16.05.2020                                                           | 2 de abril de 2020                                  | 16 de maio de 2020                                                                          | ——                                                                                          |                                                                          |         | Social Democrata |
| Círculo de Setúbal (3) |                                                     |                                                                                             |                                                                                             |                                                                          |         |                  |
| Nuno Miguel Oliveira de Carvalho (1982–) |                                                     | 25 de outubro de 2019                                                                       | 28 de março de 2022                                                                         | CNECP (coordenador PSD) COF (suplente) CAM (suplente) CAEOT              |         | Social Democrata |
| Fernando Mimoso Negrão (1955–) Vice-Presidente da Assembleia da República |                                                     | 25 de outubro de 2019                                                                       | 28 de março de 2022                                                                         | CACDLG (suplente) CDN (suplente)                                         |         | Social Democrata |
| Maria Fernanda Pardaleiro Velez (1961–) |                                                     | 25 de outubro de 2019                                                                       | 28 de março de 2022                                                                         | CS (suplente) CCC                                                        |         | Social Democrata |
| Círculo de Viana do Castelo (3) |                                                     |                                                                                             |                                                                                             |                                                                          |         |                  |
| Jorge Salgueiro Mendes (1965–) |                                                     | 25 de outubro de 2019                                                                       | 28 de março de 2022                                                                         | CEIOPH CS (suplente) CAPMADPL (suplente)                                 |         | Social Democrata |
| Maria Emília e Sousa Cerqueira (1971–) |                                                     | 25 de outubro de 2019                                                                       | 28 de março de 2022                                                                         | CACDLG (suplente) CDN (suplente) CAM (coordenadora PSD) CTSS (suplente)  |         | Social Democrata |
| Eduardo Alexandre Ribeiro Gonçalves Teixeira (1972–) |                                                     | 25 de outubro de 2019                                                                       | 28 de março de 2022                                                                         | CNECP COF CTSS (suplente) CTED (suplente)                                |         | Social Democrata |
| Círculo de Vila Real (3) |                                                     |                                                                                             |                                                                                             |                                                                          |         |                  |
| Luís Manuel Morais Leite Ramos (1961–) |                                                     | 25 de outubro de 2019                                                                       | 28 de março de 2022                                                                         | CAE (suplente) CECJD CAEOT                                               |         | Social Democrata |
| Cláudia Patrícia Quitério Bento (1983–) |                                                     | 25 de outubro de 2019                                                                       | 28 de março de 2022                                                                         | CS CCC                                                                   |         | Social Democrata |
| Artur José Montenegro Soveral Freire de Andrade (1959–) |                                                     | 25 de outubro de 2019                                                                       | 28 de março de 2022                                                                         | CACDLG COF (suplente) CTED                                               |         | Social Democrata |
| Círculo de Viseu (4) |                                                     |                                                                                             |                                                                                             |                                                                          |         |                  |
| Fernando de Carvalho Ruas (1949–) Renunciou ao mandato a 13.10.2021 |                                                     | 25 de outubro de 2019                                                                       | 13 de outubro de 2021 (renunciou ao mandato)                                                | CAE (suplente) CAPMADPL (presidente)                                     |         | Social Democrata |
| Pedro Filipe dos Santos Alves (1972–) |                                                     | 25 de outubro de 2019                                                                       | 28 de março de 2022                                                                         | CECJD (suplente) CS                                                      |         | Social Democrata |
| Fátima Carla Dias Antunes Borges (1972–) Mandato suspenso a partir de 15.10.2021 |                                                     | 25 de outubro de 2019                                                                       | 15 de outubro de 2021 (início da suspensão de mandato)                                      | CAE (suplente) CCC CAPMADPL                                              |         | Social Democrata |
| António José Lima Costa (1964–) |                                                     | 25 de outubro de 2019                                                                       | 28 de março de 2022                                                                         | CAE CAM CAEOT (suplente)                                                 |         | Social Democrata |
| Armindo Telmo Antunes Ferreira (1966–) Efetivo Definitivo |                                                     | 13 de outubro de 2021                                                                       | 28 de março de 2022                                                                         | CAPMADPL                                                                 |         | Social Democrata |
| Eugénia Maria de Oliveira Duarte (1975–) Efetiva Temporária |                                                     | 15 de outubro de 2021                                                                       | 28 de março de 2022                                                                         | CAE (suplente) CCC CAPMADPL                                              |         | Social Democrata |

### BE - Grupo Parlamentar do Bloco de Esquerda (19 deputados)
| |                                                     |                                                         |                                                      |                                                                  |         |           |
| Grupo Parlamentar BE                                                                                         |                                                     |                                                         |                                                      |                                                                  |         |           |
| Deputado (Nascimento–Morte)                                                                                  | Retrato                                             | Início do mandato                                       | Fim do mandato                                       | Comissões parlamentares                                          | Partido | Partido   |
| Círculo de Aveiro (2)                                                                                        |                                                     |                                                         |                                                      |                                                                  |         |           |
| Moisés Salvador Coelho Ferreira (1985–)                                                                      |                                                     | 25 de outubro de 2019                                   | 28 de março de 2022                                  | CS (coordenador BE)                                              |         | Bloquista |
| Nelson Ricardo Esteves Peralta (1981–) Secretário da Mesa da Assembleia da República                         |                                                     | 25 de outubro de 2019                                   | 28 de março de 2022                                  | CAEOT (coordenador BE)                                           |         | Bloquista |
| Círculo de Braga (2)                                                                                         |                                                     |                                                         |                                                      |                                                                  |         |           |
| José Maria Barbosa Cardoso (1960–)                                                                           |                                                     | 25 de outubro de 2019                                   | 28 de março de 2022                                  | CAEOT (presidente) CAPMADPL                                      |         | Bloquista |
| Maria Alexandra Nogueira Vieira (1966–)                                                                      |                                                     | 25 de outubro de 2019                                   | 28 de março de 2022                                  | CNECP (coordenadora BE) CECJD (suplente) CCC (suplente)          |         | Bloquista |
| Círculo de Coimbra (1)                                                                                       |                                                     |                                                         |                                                      |                                                                  |         |           |
| José Manuel Marques da Silva Pureza (1958–) Vice-Presidente da Assembleia da República                       |                                                     | 25 de outubro de 2019                                   | 28 de março de 2022                                  | CACDLG (coordenador BE) CS CTSS (suplente) CTED (coordenador BE) |         | Bloquista |
| Círculo de Faro (1)                                                                                          |                                                     |                                                         |                                                      |                                                                  |         |           |
| João Manuel Duarte Vasconcelos (1956–)                                                                       |                                                     | 25 de outubro de 2019                                   | 28 de março de 2022                                  | CDN (coordenador BE) CAPMADPL (suplente)                         |         | Bloquista |
| Círculo de Leiria (1)                                                                                        |                                                     |                                                         |                                                      |                                                                  |         |           |
| Ricardo Silva Vicente (1984–) Mandato suspenso de 21.07.2020 a 25.08.2020 e de 18.12.2020 a 17.01.2021       |                                                     | 25 de outubro de 2019                                   | 21 de julho de 2020 (início da suspensão de mandato) | COF CAM (coordenador BE)                                         |         | Bloquista |
| Ricardo Silva Vicente (1984–) Mandato suspenso de 21.07.2020 a 25.08.2020 e de 18.12.2020 a 17.01.2021       | 25 de agosto de 2020 (fim da suspensão de mandato)  | 18 de dezembro de 2020 (início da suspensão de mandato) | COF CAM (coordenador BE)                             |                                                                  |         | Bloquista |
| Ricardo Silva Vicente (1984–) Mandato suspenso de 21.07.2020 a 25.08.2020 e de 18.12.2020 a 17.01.2021       | 17 de janeiro de 2021 (fim da suspensão de mandato) | 28 de março de 2022                                     | COF CAM (coordenador BE)                             |                                                                  |         | Bloquista |
| Manuel António Azenha Santos Pereira (1974–) Efetivo Temporário                                              |                                                     | 21 de julho de 2020                                     | 25 de agosto de 2020                                 | ——                                                               |         | Bloquista |
| Manuel António Azenha Santos Pereira (1974–) Efetivo Temporário                                              | 18 de dezembro de 2020                              | 17 de janeiro de 2021                                   | ——                                                   |                                                                  |         | Bloquista |
| Círculo de Lisboa (5)                                                                                        |                                                     |                                                         |                                                      |                                                                  |         |           |
| Mariana Rodrigues Mortágua (1986–)                                                                           |                                                     | 25 de outubro de 2019                                   | 28 de março de 2022                                  | COF (coordenadora BE)                                            |         | Bloquista |
| Pedro Filipe Gomes Soares (1979–) Líder do Grupo Parlamentar do BE                                           |                                                     | 25 de outubro de 2019                                   | 26 de abril de 2021 (início da suspensão de mandato) | CNECP (coordenador BE) CDN CTED                                  |         | Bloquista |
| Pedro Filipe Gomes Soares (1979–) Líder do Grupo Parlamentar do BE                                           | 12 de junho de 2021 (fim da suspensão de mandato)   | 28 de março de 2022                                     | CNECP (coordenador BE) CDN COF (suplente) CTED       |                                                                  |         | Bloquista |
| Beatriz Gebalina Pereira Gomes Dias (1971–)                                                                  |                                                     | 25 de outubro de 2019                                   | 28 de março de 2022                                  | CACDLG CAE CCC (coordenadora BE)                                 |         | Bloquista |
| Jorge Duarte Gonçalves da Costa (1975–) Líder interino do Grupo Parlamentar do BE de 26.04.2021 a 12.06.2021 |                                                     | 25 de outubro de 2019                                   | 28 de março de 2022                                  | CAEOT (suplente) CCC                                             |         | Bloquista |
| Isabel Cristina Rua Pires (1990–)                                                                            |                                                     | 25 de outubro de 2019                                   | 28 de março de 2022                                  | COF (suplente) CEIOPH (coordenadora BE) CTSS                     |         | Bloquista |
| Fabian Filipe Figueiredo (1989–) Efetivo Temporário                                                          |                                                     | 26 de abril de 2021                                     | 12 de junho de 2021                                  | ——                                                               |         | Bloquista |
| Círculo do Porto (4)                                                                                         |                                                     |                                                         |                                                      |                                                                  |         |           |
| Catarina Soares Martins (1973–)                                                                              |                                                     | 25 de outubro de 2019                                   | 28 de março de 2022                                  | ——                                                               |         | Bloquista |
| José Borges de Araújo de Moura Soeiro (1984–)                                                                |                                                     | 25 de outubro de 2019                                   | 28 de março de 2022                                  | CTSS (coordenador BE)                                            |         | Bloquista |
| Luís Valentim Pereira Monteiro (1993–)                                                                       |                                                     | 25 de outubro de 2019                                   | 28 de março de 2022                                  | CECJD                                                            |         | Bloquista |
| Maria Manuel de Almeida Rola (1984–)                                                                         |                                                     | 25 de outubro de 2019                                   | 28 de março de 2022                                  | CEIOPH CAM (suplente) CAEOT (suplente)                           |         | Bloquista |
| Círculo de Santarém (1)                                                                                      |                                                     |                                                         |                                                      |                                                                  |         |           |
| Fabíola da Cruz Neto Cardoso (1972–)                                                                         |                                                     | 25 de outubro de 2019                                   | 28 de março de 2022                                  | CACDLG (suplente) CAE (coordenadora BE) CEIOPH (suplente) CAM    |         | Bloquista |
| Círculo de Setúbal (2)                                                                                       |                                                     |                                                         |                                                      |                                                                  |         |           |
| Joana Rodrigues Mortágua (1986–)                                                                             |                                                     | 25 de outubro de 2019                                   | 28 de março de 2022                                  | CECJD (coordenadora BE) CAPMADPL (coordenadora BE)               |         | Bloquista |
| Sandra Mestre da Cunha (1972–) Renunciou ao mandato a 14.04.2021                                             |                                                     | 25 de outubro de 2019                                   | 14 de abril de 2021 (renunciou ao mandato)           | CACDLG CAPMADPL (suplente)                                       |         | Bloquista |
| Diana Vanessa da Conceição Santos (1984–) Efetiva Definitiva                                                 |                                                     | 14 de abril de 2021                                     | 28 de março de 2022                                  | CTSS (suplente)                                                  |         | Bloquista |

### PCP - Grupo Parlamentar do Partido Comunista Português (10 deputados)
| |                                                   |                                                     |                                                     |                                                                     |         |           |
| Grupo Parlamentar PCP |                                                   |                                                     |                                                     |                                                                     |         |           |
| Deputado (Nascimento–Morte) | Retrato                                           | Início do mandato                                   | Fim do mandato                                      | Comissões parlamentares                                             | Partido | Partido   |
| Círculo de Beja (1) |                                                   |                                                     |                                                     |                                                                     |         |           |
| João Manuel Ildefonso Dias (1973–) |                                                   | 25 de outubro de 2019                               | 28 de março de 2022                                 | CAE (suplente) CAM (coordenador PCP) CS (suplente)                  |         | Comunista |
| Círculo de Évora (1) |                                                   |                                                     |                                                     |                                                                     |         |           |
| João Guilherme Ramos Rosa de Oliveira (1979–) Líder do Grupo Parlamentar do PCP Mandato suspenso nos períodos: 1) 15.05.2020 a 22.06.2020 2) 04.07.2020 a 04.08.2020   |                                                   | 25 de outubro de 2019                               | 15 de maio de 2020 (início da suspensão de mandato) | CNECP (coordenador PCP) CDN (suplente) CTED (coordenador PCP)       |         | Comunista |
| João Guilherme Ramos Rosa de Oliveira (1979–) Líder do Grupo Parlamentar do PCP Mandato suspenso nos períodos: 1) 15.05.2020 a 22.06.2020 2) 04.07.2020 a 04.08.2020   | 22 de junho de 2020 (fim da suspensão de mandato) | 4 de julho de 2020 (início da suspensão de mandato) | CNECP (coordenador PCP) CTED (coordenador PCP)      |                                                                     |         | Comunista |
| João Guilherme Ramos Rosa de Oliveira (1979–) Líder do Grupo Parlamentar do PCP Mandato suspenso nos períodos: 1) 15.05.2020 a 22.06.2020 2) 04.07.2020 a 04.08.2020   | 4 de agosto de 2020 (fim da suspensão de mandato) | 28 de março de 2022                                 | CNECP (coordenador PCP) CTED (coordenador PCP)      |                                                                     |         | Comunista |
| Vera Lúcia Serelha Prata (1985–) Efetiva Temporária nos períodos: 1) 15.05.2020 a 22.06.2020 2) 04.07.2020 a 04.08.2020                                                |                                                   | 15 de maio de 2020                                  | 22 de junho de 2020                                 | CNECP (suplente)                                                    |         | Comunista |
| Vera Lúcia Serelha Prata (1985–) Efetiva Temporária nos períodos: 1) 15.05.2020 a 22.06.2020 2) 04.07.2020 a 04.08.2020                                                | 4 de julho de 2020                                | 4 de agosto de 2020                                 | CNECP (suplente)                                    |                                                                     |         | Comunista |
| Círculo de Lisboa (3) |                                                   |                                                     |                                                     |                                                                     |         |           |
| Jerónimo Carvalho de Sousa (1947–) |                                                   | 25 de outubro de 2019                               | 28 de março de 2022                                 | ——                                                                  |         | Comunista |
| Alma Benedetti Croce Rivera (1991–) |                                                   | 25 de outubro de 2019                               | 28 de março de 2022                                 | CACDLG (suplente) CECJD (suplente) CAEOT (coordenadora PCP)         |         | Comunista |
| Duarte Le Falher de Campos Alves (1991–) |                                                   | 25 de outubro de 2019                               | 28 de março de 2022                                 | COF (coordenador PCP) CEIOPH (suplente)                             |         | Comunista |
| Círculo do Porto (2) |                                                   |                                                     |                                                     |                                                                     |         |           |
| Diana Jorge Martins Ferreira (1981–) |                                                   | 25 de outubro de 2019                               | 28 de março de 2022                                 | CTSS (coordenadora PCP) CCC (suplente) CAPMADPL (suplente)          |         | Comunista |
| Ana Cristina Cardoso Dias Mesquita (1979–) Secretária da Mesa da Assembleia da República                                                                               |                                                   | 25 de outubro de 2019                               | 28 de março de 2022                                 | CAM (suplente) CECJD (coordenadora PCP) CCC (coordenadora PCP)      |         | Comunista |
| Círculo de Santarém (1) |                                                   |                                                     |                                                     |                                                                     |         |           |
| António Filipe Gaião Rodrigues (1963–) Vice-Presidente da Assembleia da República                                                                                      |                                                   | 25 de outubro de 2019                               | 28 de março de 2022                                 | CACDLG (coordenador PCP) CDN (coordenador PCP) CTSS (suplente) CTED |         | Comunista |
| Círculo de Setúbal (2) |                                                   |                                                     |                                                     |                                                                     |         |           |
| Francisco José de Almeida Lopes (1955–) Renunciou ao mandato a 30.10.2019                                                                                              |                                                   | 25 de outubro de 2019                               | 30 de outubro de 2019 (renunciou ao mandato)        | ——                                                                  |         | Comunista |
| Paula Alexandra Sobral Guerreiro Santos Barbosa (1980–) Líder interina do Grupo Parlamentar do PCP nos períodos: 1) 15.05.2020 a 22.06.2020 2) 04.07.2020 a 04.08.2020 |                                                   | 25 de outubro de 2019                               | 28 de março de 2022                                 | CS (coordenadora PCP) CAEOT (suplente) CAPMADPL (coordenadora PCP)  |         | Comunista |
| Bruno Ramos Dias (1976–) Efetivo Definitivo a partir de 30.10.2019 |                                                   | 30 de outubro de 2019                               | 28 de março de 2022                                 | CNECP CAE (coordenador PCP) COF (suplente) CEIOPH (coordenador PCP) |         | Comunista |

### CDS-PP - Grupo Parlamentar do CDS – Partido Popular (5 deputados)
| |         |                       |                                              | |         |           |
| Grupo Parlamentar CDS–PP |         |                       |                                              | |         |           |
| Deputado (Nascimento–Morte) | Retrato | Início do mandato     | Fim do mandato                               | Comissões parlamentares | Partido | Partido   |
| Círculo de Aveiro (1) |         |                       |                                              | |         |           |
| João Rodrigo Pinho de Almeida (1976–)                                                                                          |         | 25 de outubro de 2019 | 28 de março de 2022                          | CACDLG (suplente) CAE (coordenador CDS-PP) COF (suplente) CEIOPH CECJD (suplente) CTSS (coordenador CDS-PP) CTED (coordenador CDS-PP)          |         | Centrista |
| Círculo de Braga (1) |         |                       |                                              | |         |           |
| Telmo Augusto Gomes de Noronha Correia (1960–) Líder do Grupo Parlamentar do CDS-PP a partir de 18.02.2020                     |         | 25 de outubro de 2019 | 28 de março de 2022                          | CACDLG (coordenador CDS-PP) CNECP (coordenador CDS-PP) CDN (suplente) CAE (suplente)                                                           |         | Centrista |
| Círculo de Lisboa (2) |         |                       |                                              | |         |           |
| Maria de Assunção Oliveira Cristas Machado da Graça (1974–) Renunciou ao mandato a 27.01.2020                                  |         | 25 de outubro de 2019 | 27 de janeiro de 2020 (renunciou ao mandato) | CNECP (suplente) CDN (suplente) CEIOPH (coordenadora CDS-PP) CAM (coordenadora CDS-PP) CECJD (suplente) CAEOT (coordenadora CDS-PP)            |         | Centrista |
| Ana Rita Barreira Duarte Bessa (1973–) Renunciou ao mandato a 04.10.2021                                                       |         | 25 de outubro de 2019 | 4 de outubro de 2021 (renunciou ao mandato)  | COF (suplente) CEIOPH (suplente) CAM (suplente) CECJD (coordenadora CDS-PP) CS (coordenadora CDS-PP) CCC (coordenadora CDS-PP) CTED (suplente) |         | Centrista |
| João Pedro Guimarães Gonçalves Pereira (1977–) Efetivo Definitivo de 27.01.2020 a 05.04.2021 Renunciou ao mandato a 05.04.2021 |         | 27 de janeiro de 2020 | 5 de abril de 2021 (renunciou ao mandato)    | CNECP (suplente) CDN (coordenador CDS-PP) CEIOPH (coordenador CDS-PP) CAEOT (coordenador CDS-PP) CCC (suplente) CAPMADPL (suplente)            |         | Centrista |
| António Pedro de Carvalho Morais Soares (1977–) Efetivo Definitivo a partir de 05.04.2021                                      |         | 5 de abril de 2021    | 28 de março de 2022                          | CNECP (suplente) CDN (coordenador CDS-PP) CTSS CAEOT (coordenador CDS-PP) CCC (suplente) CAPMADPL (suplente)                                   |         | Centrista |
| Miguel Maria Horta e Costa Arrobas da Silva (1974–) Efetivo Definitivo a partir de 04.10.2021                                  |         | 4 de outubro de 2021  | 28 de março de 2022                          | CAM (suplente) CECJD CS CCC CTED (suplente) |         | Centrista |
| Círculo do Porto (1) |         |                       |                                              | |         |           |
| Cecília Felgueiras de Meireles Graça (1977–) Líder do Grupo Parlamentar do CDS-PP entre 25.10.2019 e 18.02.2020                |         | 25 de outubro de 2019 | 28 de março de 2022                          | COF (coordenadora CDS-PP) CEIOPH (suplente) CAM CS (suplente) CAEOT (suplente) CAPMADPL (coordenadora CDS-PP)                                  |         | Centrista |

### PAN - Grupo Parlamentar do PESSOAS-ANIMAIS-NATUREZA (4 deputados 2019-2020; 3 deputados 2020-presente)[1]
| |                                                     |                                           | | |         |                          |
| Grupo Parlamentar PAN |                                                     |                                           | | |         |                          |
| Deputado (Nascimento–Morte) | Retrato                                             | Início do mandato                         | Fim do mandato | Comissões parlamentares | Partido | Partido                  |
| Círculo de Lisboa (2) |                                                     |                                           | | |         |                          |
| André Lourenço e Silva (1976–) Mandato suspenso entre 23.09.2020 e 24.10.2020 Renunciou ao mandato a 06.06.2021                             |                                                     | 25 de outubro de 2019                     | 23 de setembro de 2020 (início da suspensão de mandato)                                                               | CNECP (coordenador PAN) CDN (suplente) COF (coordenador PAN) CAM (suplente) CS (suplente) CAEOT (coordenador PAN) CTED (coordenador PAN)       |         | Pessoas–Animais–Natureza |
| André Lourenço e Silva (1976–) Mandato suspenso entre 23.09.2020 e 24.10.2020 Renunciou ao mandato a 06.06.2021                             | 24 de outubro de 2020 (fim da suspensão de mandato) | 6 de junho de 2021 (renunciou ao mandato) | COF (coordenador PAN) CAM (suplente) CECJD (suplente) CS (suplente) CAEOT (coordenador PAN) CTED (coordenador PAN)    | |         | Pessoas–Animais–Natureza |
| Paula Inês Alves de Sousa Real (1980–) Líder do Grupo Parlamentar do PAN                                                                    |                                                     | 25 de outubro de 2019                     | 28 de março de 2022                                                                                                   | CACDLG (coordenadora PAN) COF (suplente) CEIOPH (suplente) CAM (coordenadora PAN) CAEOT (coordenadora PAN) CAPMADPL (suplente) CTED (suplente) |         | Pessoas–Animais–Natureza |
| Nelson José Basílio Silva (1985–) Efetivo Temporário de 23.09.2020 a 24.10.2020 Efetivo Definitivo a partir de 06.06.2021                   |                                                     | 23 de setembro de 2020                    | 24 de outubro de 2020                                                                                                 | COF CAEOT CTED |         | Pessoas–Animais–Natureza |
| Nelson José Basílio Silva (1985–) Efetivo Temporário de 23.09.2020 a 24.10.2020 Efetivo Definitivo a partir de 06.06.2021                   | 6 de junho de 2021                                  | 28 de março de 2022                       | COF (coordenador PAN) CEIOPH (coordenador PAN) CECJD (suplente) CS (suplente) CAEOT (suplente) CTED (coordenador PAN) | |         | Pessoas–Animais–Natureza |
| Círculo do Porto (1) |                                                     |                                           | | |         |                          |
| Bebiana Maria Ribeiro da Cunha (1985–) |                                                     | 25 de outubro de 2019                     | 28 de março de 2022                                                                                                   | CACDLG (suplente) CAM (suplente) CECJD (coordenadora PAN) CS (coordenadora PAN) CAPMADPL (coordenadora PAN)                                    |         | Pessoas–Animais–Natureza |
| Círculo de Setúbal (1) |                                                     |                                           | | |         |                          |
| Maria Cristina Pacheco Rodrigues (1985–) Exerceu o mandato como deputada inscrita no grupo parlamentar do PAN entre 25.10.2019 e 25.06.2020 |                                                     | 25 de outubro de 2019                     | 25 de junho de 2020 (passou a deputada não inscrita)                                                                  | CACDLG (suplente) CAE (coordenadora PAN) CEIOPH (coordenadora PAN) CAM (coordenadora PAN) CAEOT (suplente) CCC (coordenadora PAN)              |         | Pessoas–Animais–Natureza |

### PEV - Grupo Parlamentar do Partido Ecologista "Os Verdes" (2 deputados)
|                                                                       |         |                       |                     |                                                                                    |         |            |
| Grupo Parlamentar PEV                                                 |         |                       |                     |                                                                                    |         |            |
| Deputado (Nascimento–Morte)                                           | Retrato | Início do mandato     | Fim do mandato      | Comissões parlamentares                                                            | Partido | Partido    |
| Círculo de Lisboa (1)                                                 |         |                       |                     |                                                                                    |         |            |
| Mariana da Conceição Pereira da Silva (1982–)                         |         | 25 de outubro de 2019 | 28 de março de 2022 | CEIOPH (suplente) CAM (suplente) CECJD (coordenadora PEV) CAEOT (coordenadora PEV) |         | Ecologista |
| Círculo de Setúbal (1)                                                |         |                       |                     |                                                                                    |         |            |
| José Luís Teixeira Ferreira (1962–) Líder do Grupo Parlamentar do PEV |         | 25 de outubro de 2019 | 28 de março de 2022 | CEIOPH (coordenador PEV) CAM (coordenador PEV) CECJD (suplente) CAEOT (suplente)   |         | Ecologista |

### CH - CHEGA (deputado único)
| |                                                    |                       |                                                        |                         |         |         |
| Deputado único do CH                                                                                |                                                    |                       |                                                        |                         |         |         |
| Deputado (Nascimento–Morte)                                                                         | Retrato                                            | Início do mandato     | Fim do mandato                                         | Comissões parlamentares | Partido | Partido |
| Círculo de Lisboa (1)                                                                               |                                                    |                       |                                                        |                         |         |         |
| André Claro Amaral Ventura (1983–) Deputado único do CH Mandato suspenso de 09.09.2021 a 09.10.2021 |                                                    | 25 de outubro de 2019 | 9 de setembro de 2021 (início da suspensão de mandato) | CACDLG COF CS           |         | CHEGA   |
| André Claro Amaral Ventura (1983–) Deputado único do CH Mandato suspenso de 09.09.2021 a 09.10.2021 | 9 de outubro de 2021 (fim da suspensão de mandato) | 28 de março de 2022   | CACDLG COF CS                                          |                         |         | CHEGA   |
| Diogo Velez Mouta Pacheco de Amorim (1949–) Efetivo Temporário                                      |                                                    | 9 de setembro de 2021 | 9 de outubro de 2021                                   | CACDLG COF CS           |         | CHEGA   |

### IL - Iniciativa Liberal (deputado único)
|                                                                 |         |                       |                     |                         |         |         |
| IL                                                              |         |                       |                     |                         |         |         |
| Deputado (Nascimento–Morte)                                     | Retrato | Início do mandato     | Fim do mandato      | Comissões parlamentares | Partido | Partido |
| Círculo de Lisboa (1)                                           |         |                       |                     |                         |         |         |
| João Fernando Cotrim de Figueiredo (1961–) Deputado único do IL |         | 25 de outubro de 2019 | 28 de março de 2022 | COF CECJD CAPMADPL      |         | Liberal |

### L - LIVRE (deputado único 2019-2020)[2]
| |         |                       |                                                         |                         |         |         |
| L |         |                       |                                                         |                         |         |         |
| Deputado (Nascimento–Morte)                                                                                          | Retrato | Início do mandato     | Fim do mandato                                          | Comissões parlamentares | Partido | Partido |
| Círculo de Lisboa (1)                                                                                                |         |                       |                                                         |                         |         |         |
| Joacine Elysees Katar Tavares Moreira (1982–) Exerceu o mandato como deputada única do L entre 25.10.2019 e 3.2.2020 |         | 25 de outubro de 2019 | 3 de fevereiro de 2020 (passou a deputada não inscrita) | CACDLG CAE CAEOT        |         | LIVRE   |

### Deputados não inscritos (2; 2020-presente)
| |         |                        |                     |                         |         |              |
| Deputado não inscrito                                                                                            |         |                        |                     |                         |         |              |
| Deputado (Nascimento–Morte)                                                                                      | Retrato | Início do mandato      | Fim do mandato      | Comissões Parlamentares | Partido | Partido      |
| Círculo de Lisboa (1)                                                                                            |         |                        |                     |                         |         |              |
| Joacine Elysees Katar Tavares Moreira (1982–) Exerce o mandato como deputada não inscrita a partir de 03.02.2020 |         | 3 de fevereiro de 2020 | 28 de março de 2022 | CACDLG CAEOT            |         | Independente |
| Círculo de Setúbal (1)                                                                                           |         |                        |                     |                         |         |              |
| Maria Cristina Pacheco Rodrigues (1985–) Exerce o mandato como deputada não inscrita a partir de 25.06.2020      |         | 25 de junho de 2020    | 28 de março de 2022 | CAM CCC                 |         | Independente |